# ロナルド・レーガン
ロナルド・ウィルソン・レーガン（英語: Ronald Wilson Reagan、1911年2月6日 - 2004年6月5日）は、アメリカ合衆国の政治家、俳優。同国第40代大統領（在任: 1981年1月20日 - 1989年1月20日）。それ以前はカリフォルニア州知事を務めた。選出当時は歴代最高齢で、2025年2月時点でも歴代4位の高齢（69歳349日）で選出された大統領である。また大統領就任ごろまでのレーガンに関するかつての日本語の文献・報道では「リーガン」と表記されていた（後述）。対日関係上の愛称は「ロン」。

## 概要
ハリウッドの映画俳優から政治家に転じ、1981年1月20日にアメリカ合衆国大統領に就任した。1期目は経済の回復を最大の目標に掲げ、「レーガノミクス」と呼ばれる大幅減税と積極的財政政策を実施し、経済の回復と共に双子の赤字をもたらした。外交面では、ジミー・カーター前大統領時代にイラン革命やニカラグアでのサンディニスタ政権成立によって親米独裁政権が失われており、この失地を挽回すべく強硬策を貫き、ベトナム戦争以来の本格的な外国への武力侵攻をグレナダに対して行うなど、「強いアメリカ」を印象付けた。
2期目はイラン・コントラ事件に代表される数々のスキャンダルに見舞われ、政権に対して各方面から批判が目立ったものの、レーガンはデタントを否定し、ソビエト連邦を「悪の帝国」と批判した。「力による平和」戦略によってソ連及び共産主義陣営に対抗する一方、「レーガン・ドクトリン」を標榜し、イギリスのサッチャー首相・日本の中曽根康弘首相・西ドイツのコール首相などの同盟国の首脳と密接な関係を結び世界中の反共主義運動を支援し、冷戦の終結に大きく貢献した。
2期目に就任した時点で73歳11ヶ月の高齢であり、暗殺未遂事件にも遭いつつも2期8年の任期を満了。ウィリアム・ハリソンが当選した1840年10月から続いていた「20で割り切れる年に当選した大統領は在任中に死去する」という、「テカムセの呪い」にも終止符が打たれた。
大統領退任から5年後に自らのアルツハイマー病を告白し、公の場には出ず闘病に専念するようになった。11年間の闘病の後、2004年6月5日に93歳で死去した。

## 来歴

### 生い立ち

兄（左）と

イリノイ州タンピコにて父のジョン・レーガンと母のネル・ウィルソンの間の次男として誕生した。数年間に渡り町から町へ引っ越した後、1920年12月に一家はイリノイ州ディクソンに定住した。
アイルランド系の父親はカトリック教会に属していたが、スコットランド系の母親はプロテスタント「主流派」のディサイプル教会の熱心な信徒で、母の影響を受けたロナルドは11歳のときに同教会で洗礼を受け、プロテスタントとなる。なお兄のニールは父と同じカトリックを選んだ。父はアルコール依存で、母の属する教派は禁酒派だった。幼少のころのレーガンは教会によく通い、やがて信徒を前に説教をするようになり、後年の彼の演説力が培われた。父は毎週土曜日に子供たちを映画に連れて行ったが、人種差別を嫌ったため、子供であるレーガンに人気があったものの黒人差別主義の映画（「國民の創生」）を見せなかったと伝えられる。
1924年、ディクソンのディクソン高校に入学した。1926年、ディクソンの北5キロメートルにあるローウェル公園に沿って流れるロックリバーでライフガードとして働き、これが初めての仕事だった。7年間の夏季勤務中、77人を溺死から救ったとのことである。後年レーガンは、「（救助した）彼らのうち9人は私にありがとうを言わなかった」と語った。
1928年9月にイリノイ州のユーリカ大学に入学し、経済学と社会学を専攻して1932年6月に卒業した。

### 大学卒業後

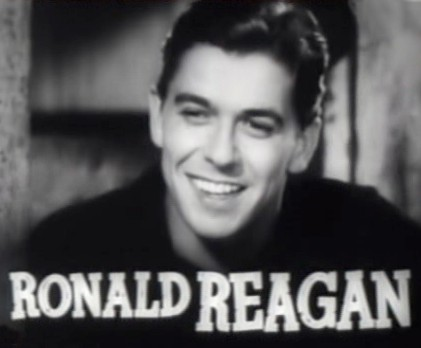
『Cowboy From Brooklyn』の予告編より（1938年）

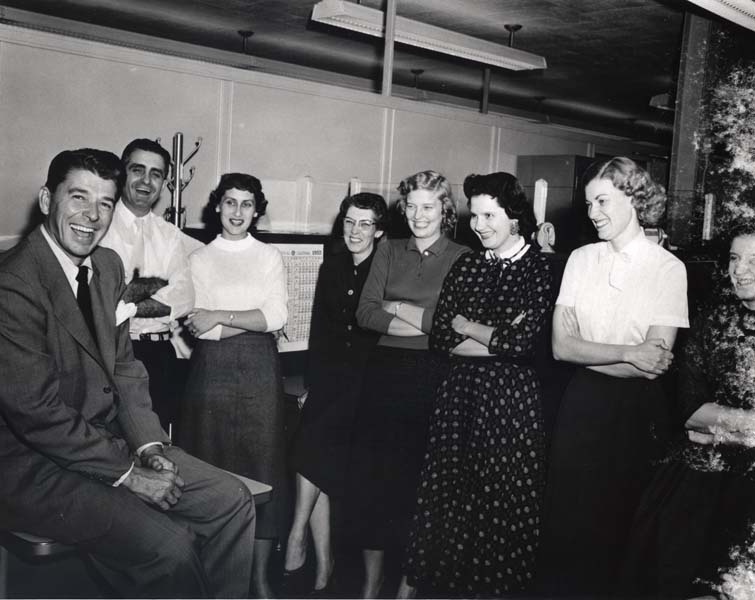
『ジェネラル・エレクトリック・シアター』の企画で同社の工場を訪れたレーガン（1955年）

大学卒業後は話術と演技の能力を活かして、イリノイ州シカゴの大リーグチーム・シカゴ・カブスのラジオアナウンサーの職に就いた。
ティッカー（ニュースなどを紙テープに印字する自動受信機）の紙テープからわかる試合の輪郭だけをもとに、自らの想像力と話術の才能を使い実況放送を行った。1934年のセントルイス・カージナルス戦において、カブスの9回の攻撃時に放送回線が故障したが、機器が回復するまでファールボールの連続で放送を引き延ばすという架空の実況放送を即興で滑らかに行った。

### 映画俳優
その後レーガンはハリウッドに向かい、1937年4月にワーナー・ブラザースと契約して映画俳優としての経歴を歩み始めた。ちなみにワーナー・ブラザースがこの時期に若手俳優を急募していた理由は、同年1月に借金苦で自殺した若手俳優ロス・アレクサンダーの代わりになる、長身でハンサムな脇役俳優がどうしても必要であったからである。そういう経緯もあってレーガンがワーナー・ブラザースに採用された決め手は、アナウンサー上がりのレーガンの声質と物腰が、なんとなく自殺したアレクサンダーと似ていたからであった。映画初出演はLove Is on the Air（1937年10月公開）で、その後二枚目俳優としての地位を築き上げ1939年末までに19本の映画に出演した。1940年9月にはKnute Rockne, All Americanで、実在した大学フットボールのスター選手で、主役のヌートの親友でもあったジョージ・ギップ（愛称：ギッパー）の役を演じて人気になった。そこからレーガンは「ギッパー」という愛称を得た。このころに『風と共に去りぬ』（1939年）のオーディションにも参加した。
デビュー後には次代のハリウッドを代表する二枚目スターとしての将来を嘱望されていたが、同時に俳優組合などでも要職に就くなど政治活動に若い時期から携わっていた。なお俳優デビュー直前の1935年2月にアメリカ陸軍の予備役将校になっている。
レーガンの出演作は日本でも数多く公開され、日本でも知られている映画の出演作に『カンサス騎兵隊』（1940年12月、マイケル・カーティス監督）、『殺人者たち』（1964年7月、ドン・シーゲル監督）などがある。レーガン本人によると、自己最高の作品は『嵐の青春』（1942年4月公開）であるという。レーガン自身は主演ではなく二番手であるが、映画はアカデミー作品賞にノミネートされ、映画評論家にも高評価を受け実力を認められた作品である。 その他の代表作には、『ロナルド・レーガンの陸軍中尉』（1943年）、Bedtime for Bonzo（1951年）『決闘の町』（1953年）、『勝利への潜航』（1957年）などがある。
ナレーターとしての仕事も多く、アカデミー短編映画賞にノミネートされた『ソード・フィッシング』（1939年10月公開）などが代表作である。第二次世界大戦時には、1941年12月8日の真珠湾攻撃を受けたアメリカ参戦の後に招集されたが、視力が弱かったためアメリカ陸軍航空軍第1映画部隊に配属され、訓練用・教育用の映画やプロパガンダ映画の制作・ナレーションに携わった。終戦までハリウッドに残り陸軍大尉まで昇進した。
その後1950年代の終わりごろには、映画スターとしての知名度と巧みな話術を生かし、テレビショー『ジェネラル・エレクトリック・シアター』の司会やテレビCMへの出演など、当時最新のメディアとして人気を集めていたテレビへと活動の場を移していった。なお1955年には、地元のカリフォルニアにオープンしたディズニーランドのオープンを記念したテレビ番組にも出演している。なおテレビでも人気を博し様々な番組に出演したものの、その後政治の世界へと本格的に軸足を移し、西部劇のアンソロジーシリーズDeath Valley Daysの司会（1964年 - 1966年）がレーガンの俳優としての最後の仕事となった。1960年2月、ロサンゼルスのハリウッド大通り6374番のハリウッド・ウォーク・オブ・フェームには、テレビ放送業界に貢献したとしてレーガンの名前が刻まれた星形の敷石が設置された。

### 結婚と離婚

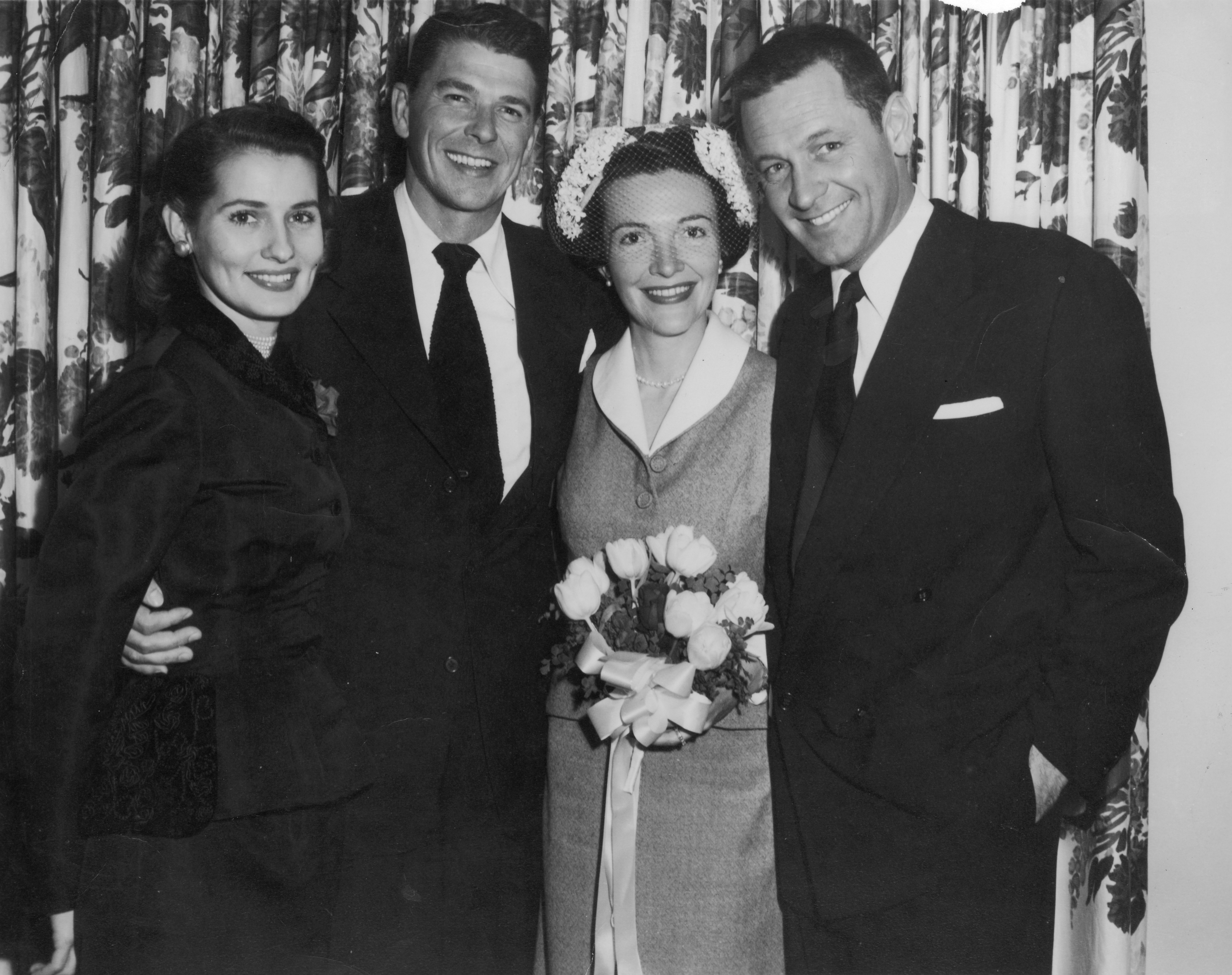
ナンシーとの結婚時の写真

1940年1月に女優のジェーン・ワイマンと結婚した。ワイマンとの間には長女のモーリーン（1941年1月 - 2001年8月）と養子に迎えた長男のマイケル（1945年3月誕生）がいる。1947年6月にも娘が誕生したが、4ヵ月の早産で翌日に死去している。
妻のジェーンはレーガンとは違って派手さに欠けるが、演技力の高さで着実にキャリアアップを果たしていた。この為、決して演技力が高い訳ではなく、俳優としての人気に陰りが見えて来たレーガンは、演技派女優と呼ばれていたジェーンに対する嫉妬を抱いて夫婦関係が悪化し、1949年3月に妻のジェーンのアカデミー主演女優賞受賞が引き金になり、同年7月に離婚した。なお、レーガンは離婚歴のあるアメリカ史上初の大統領である（2人目はドナルド・トランプ）。
1952年3月には女優のナンシー・デイビスと再婚し、カリフォルニア州のパシフィック・パリセーズに住居を構えた。ナンシー夫人との間には次女のパトリシア・アン（1952年10月誕生）と次男のロン（1958年5月誕生）がいる。1957年5月に公開された『海軍のヘルキャット』では夫婦共演を果たした。

## 政治経歴

### 保守主義者

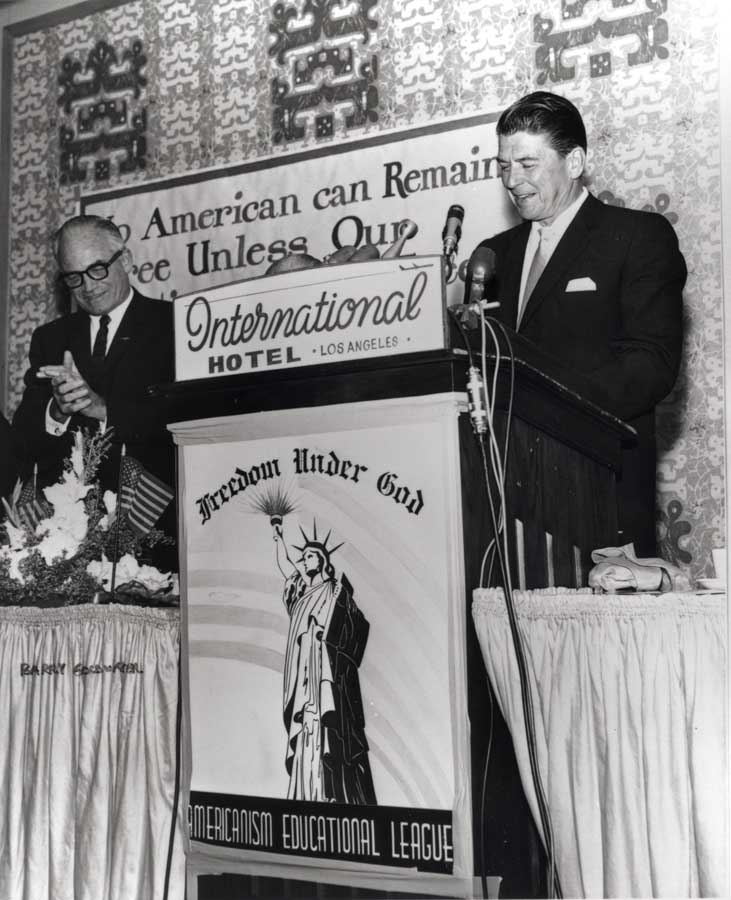
バリー・ゴールドウォーターとともに（1964年）

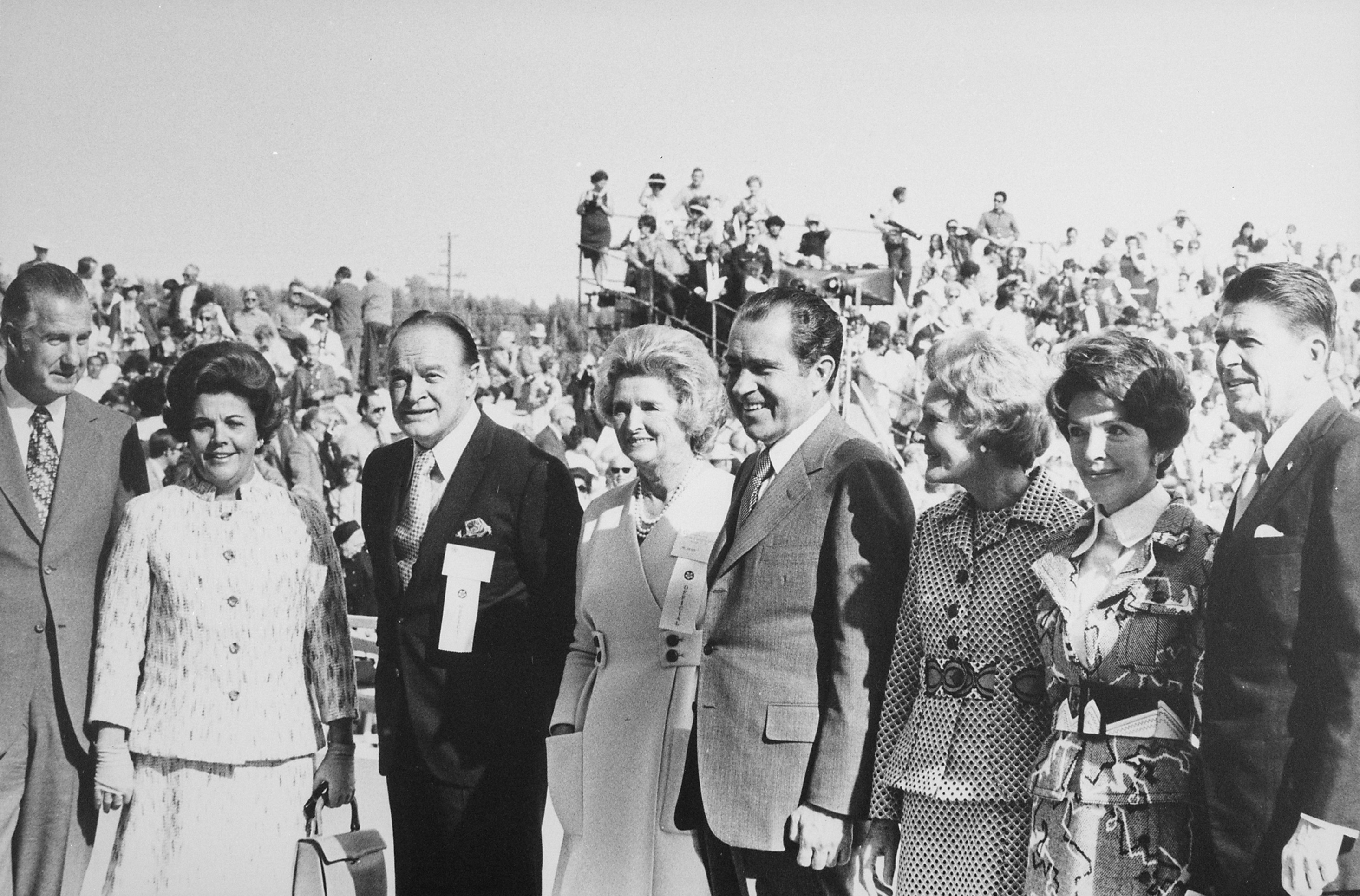
スピロ・アグニュー副大統領夫妻、ボブ・ホープ夫妻、リチャード・ニクソン大統領夫妻とともに（1971年）

1940年代後半から1950年代にかけてアメリカを吹き荒れた反共産主義・反ソ機運は、レーガンの政治的なイメージを増強した。レーガンはフランクリン・ルーズベルトと彼のニューディール政策を支持して、リベラル派としてキャリアを始めたが、のちに保守主義者に転じた。
レーガンは俳優かつ映画俳優組合（SAG）の委員長の立場でありながら上院議員ジョセフ・マッカーシーやリチャード・ニクソン率いる下院非米活動委員会に協力し、「ハリウッドの赤狩り」（＝マッカーシズム）に手を貸した。しかしレーガンは多くの反共主義者と異なり、アメリカ共産党の非合法化には強く反対した。
政府と取り引きが多い電機メーカーのゼネラル・エレクトリックがスポンサーとなったテレビ番組「ジェネラル・エレクトリック・シアター」の司会を務めるきっかけとなったのは、反共産主義のスピーチをラジオ放送上で行ったからであると言われる。
その後行われた1964年アメリカ合衆国大統領選挙では、レーガンは小さな政府を唱えるアリゾナ州選出の上院議員バリー・ゴールドウォーターの熱烈な支持者だった。その後レーガンはゼネラル・エレクトリックがタービンを納めているテネシー川流域開発公社に反対して「ジェネラル・エレクトリック・シアター」のパーソナリティーから降板させられた。

### カリフォルニア州知事
その後レーガンはカリフォルニア州知事に出馬・当選し、1967年1月に第33代カリフォルニア州知事に就任した。レーガンの自由主義者としての顔は、カリフォルニア州知事時代に行った政策にも如実に現れている。
例えば州議会を「バイクに乗る際、ヘルメットの着用を義務付ける」という法案が通過した際、レーガンは州知事権限でこれを取り消した。その理由は「バイクに乗る者は、バイクに乗るという行為がどれだけ危険か分かって乗っているはずだ。ならばヘルメットの着用などということは個人に任せるべきであって、それに州政府が関与する必要は無い」というものだった（カリフォルニア州では1992年にヘルメット着用が義務化された）。
また当時激戦を極めていたベトナム戦争に関して「ベトナムを焼き払って駐車場にすればいい」と発言して批判を浴びたこともある。レーガンはベトナム戦争終結後の1975年1月までカリフォルニア州知事を務めた。

### アメリカ合衆国大統領選挙

#### 過去のアメリカ合衆国大統領選挙
レーガンは1968年アメリカ合衆国大統領選挙に初出馬したが、同じくカリフォルニア州を地元とする元副大統領リチャード・ニクソン相手に予備選挙の段階で票が伸びず敗退した。その後の1972年アメリカ合衆国大統領選挙では、ベトナム戦争からの撤退に向けて積極的に動いていたニクソンが勢いを保ったこともあり出馬しなかった。
1976年アメリカ合衆国大統領選挙にも出馬した。この時は現職の大統領ジェラルド・フォードに肉薄する勢いで善戦したが、夏の全国共和党大会における代議員投票でフォード1187票に対し、レーガン1070票で惜敗した。

#### 1980年アメリカ合衆国大統領選挙

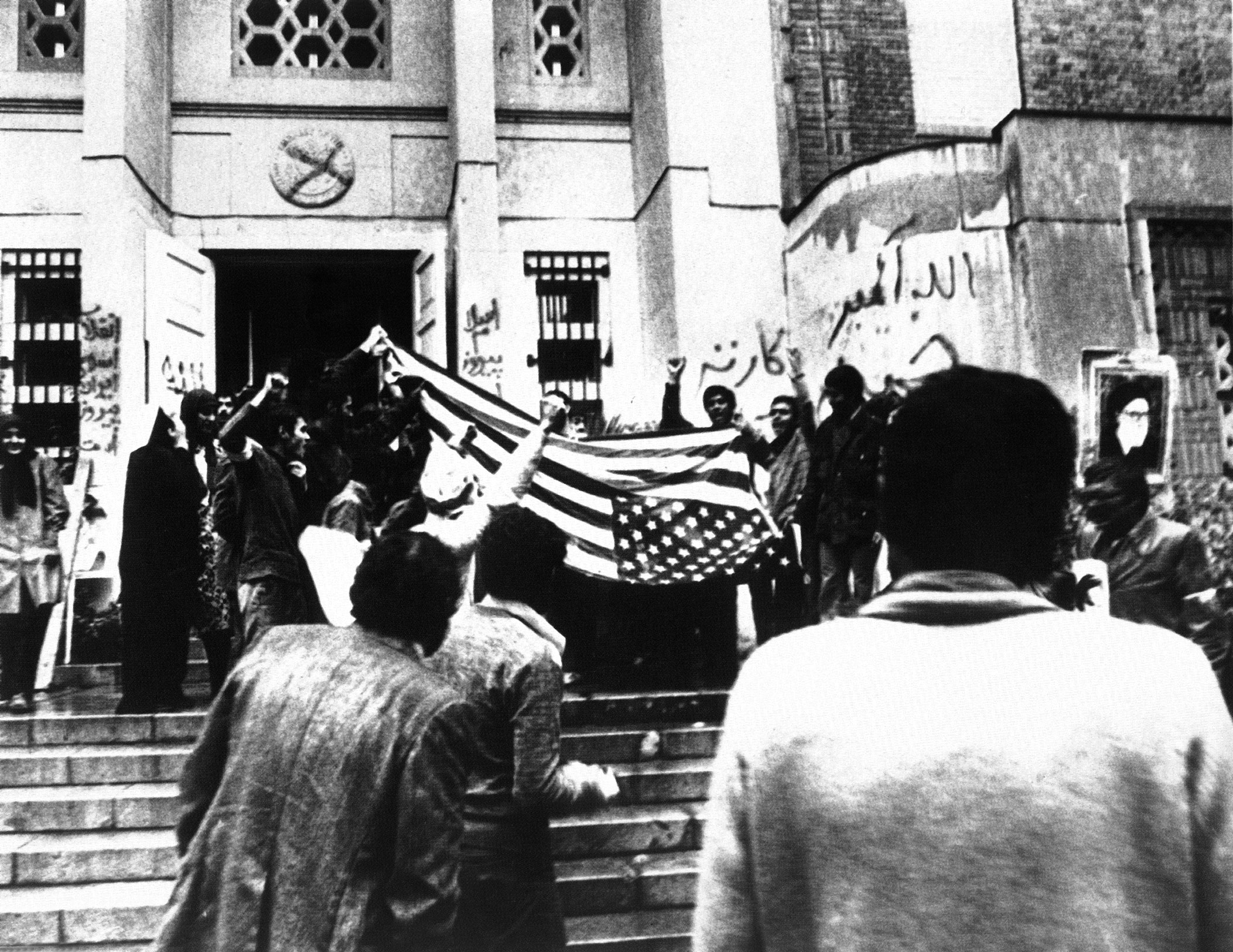
イランアメリカ大使館人質事件

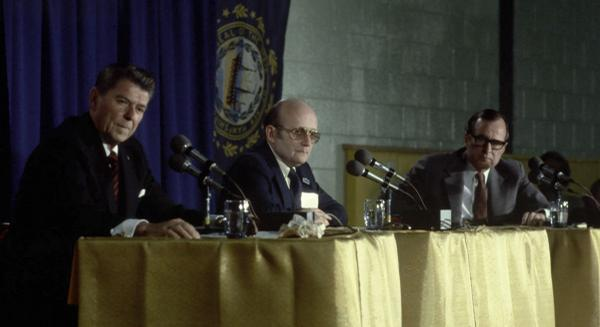
大統領予備選挙の討論会に参加したレーガン（1980年）

しかし満を持して臨んだ1980年アメリカ合衆国大統領選挙では難無く共和党の大統領候補への正式指名を獲得した。選挙活動は民主党選出の現職大統領であるジミー・カーター政権で起きたイランアメリカ大使館人質事件への対応で特徴付けられた。この事件は人質解放に向けた軍事作戦が無残な失敗に終わった後、イラン政府との間で人質の解放に向けた有効な交渉も行われず、打開策が無いまま1年近く未解決になっていたからである。
さらに経済不振から現職のカーターが苦戦を強いられた。また大統領選挙の公開討論ではカーターがアンダーソンとの公開討論を拒否し、カーターとレーガン、レーガンとアンダーソンの間でのみ公開討論会が行われた。
レーガンは、この選挙で「Make America Great Again」(アメリカ合衆国を再び偉大な国にする)をスローガンとして掲げた。このスローガンは、後年の2016年アメリカ合衆国大統領選挙においてドナルド・トランプにより再び用いられることになる。最終的にレーガンは選挙人投票ではカーターとの間に489対49と大差をつけた上に、一般投票でもカーターに約10パーセントの差（50.7パーセント対41.0パーセント）をつけて当選した。
その後ほとんどのアナリストはカーターのイランのアメリカ大使館人質事件の解決に対する無力さと優柔不断さが、カーターの敗北及びレーガンの勝利に大きな役割を果たしたと考えた。
実際にこの選挙の時には少なくない民主党員までもが現職の大統領カーターを見限り、レーガンに投票する現象が発生した。彼らは俗に「レーガン・デモクラット（en:Reagan Democrat）」と呼ばれるようになる。また俳優時代に培われた演技力・演出力もレーガンの有力な武器の一つだった。
カーターに批判が集まり支持率が落ち続ける中で有利に選挙戦を進めるレーガンに対し、海外の反米そして反共和党的なマスコミは、「選挙後まで人質を拘束させ続けるためにレーガン陣営がイラン政府と秘密の取り引きを結んだ」という根拠の無い非難をした。これについては、1980年オクトーバーサプライズ陰謀論(1980_October_Surprise_theory)として知られるようになり、アメリカ議会でも1992年の下院特別調査委員会(House October Surprise Task Force)が設置されるなどして調査されたが、この説は信憑性がないとされた。

## 第40代アメリカ合衆国大統領

### 就任

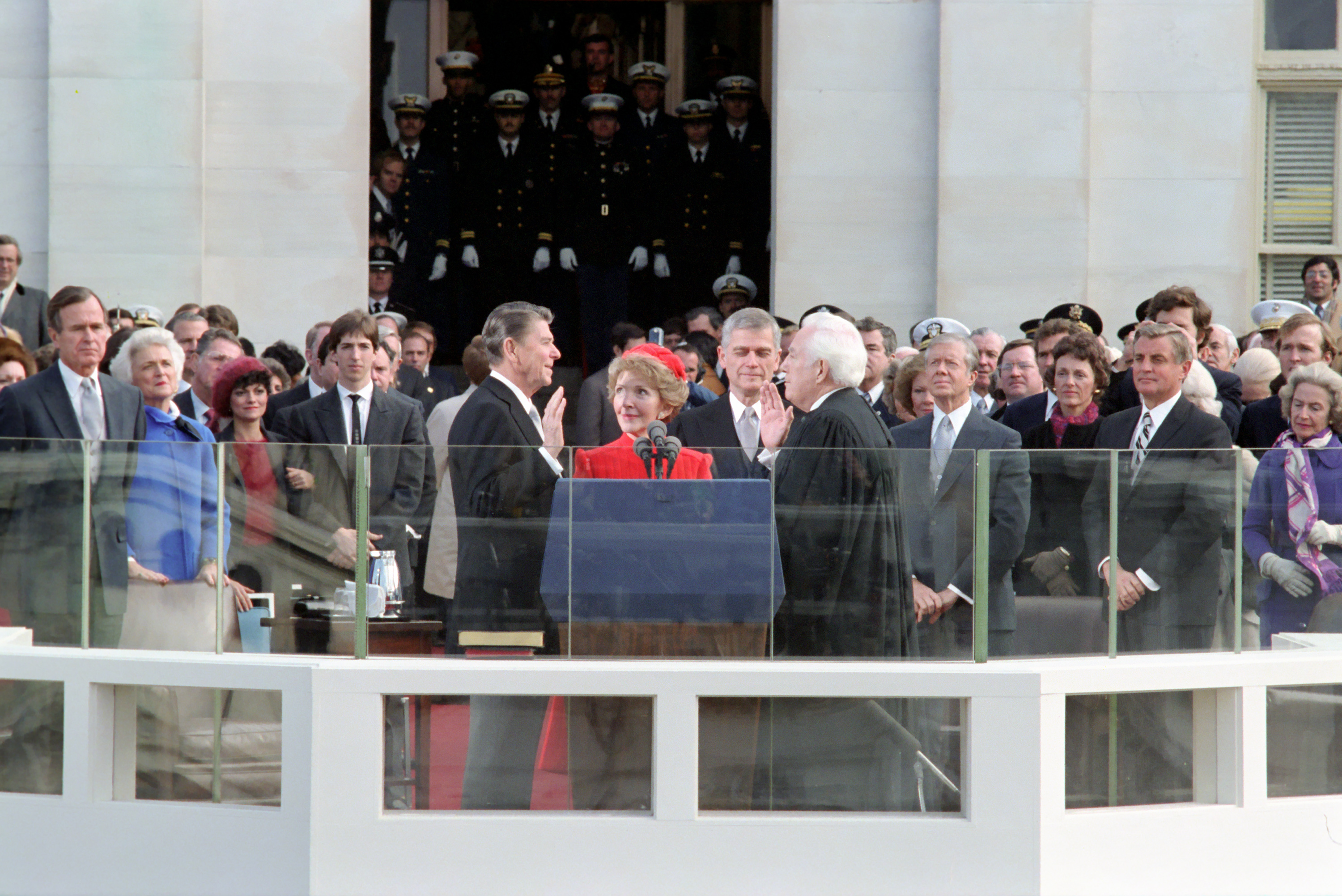
就任式（中央はナンシー夫人）

1981年1月21日、レーガンは第40代アメリカ合衆国大統領に就任した。なお就任当日にイランのアメリカ大使館人質事件において人質となっていた大使館員らが、444日間ぶりに解放された。
また再選をかけた1984年アメリカ合衆国大統領選挙でも、民主党候補の前副大統領ウォルター・モンデールに空前の地滑り的大勝を果たした。その後1989年1月20日まで在任し、ドワイト・D・アイゼンハワー（在任期間は1953年1月20日から1961年1月20日）以来久々に2期8年の任期を満了したアメリカ合衆国大統領となった。

### 暗殺未遂事件
レーガン政権の船出はイランのアメリカ大使館人質事件の人質解放に続いて、暗殺未遂事件に見舞われるという衝撃的なものだった。大統領就任から69日後の1981年3月30日にアメリカ労働総同盟・産業別組合会議（AFL-CIO）会議での演説を終えてワシントンD.C.のヒルトンホテルを裏口から退出したレーガンをジョン・ヒンクリーが狙撃したのである。

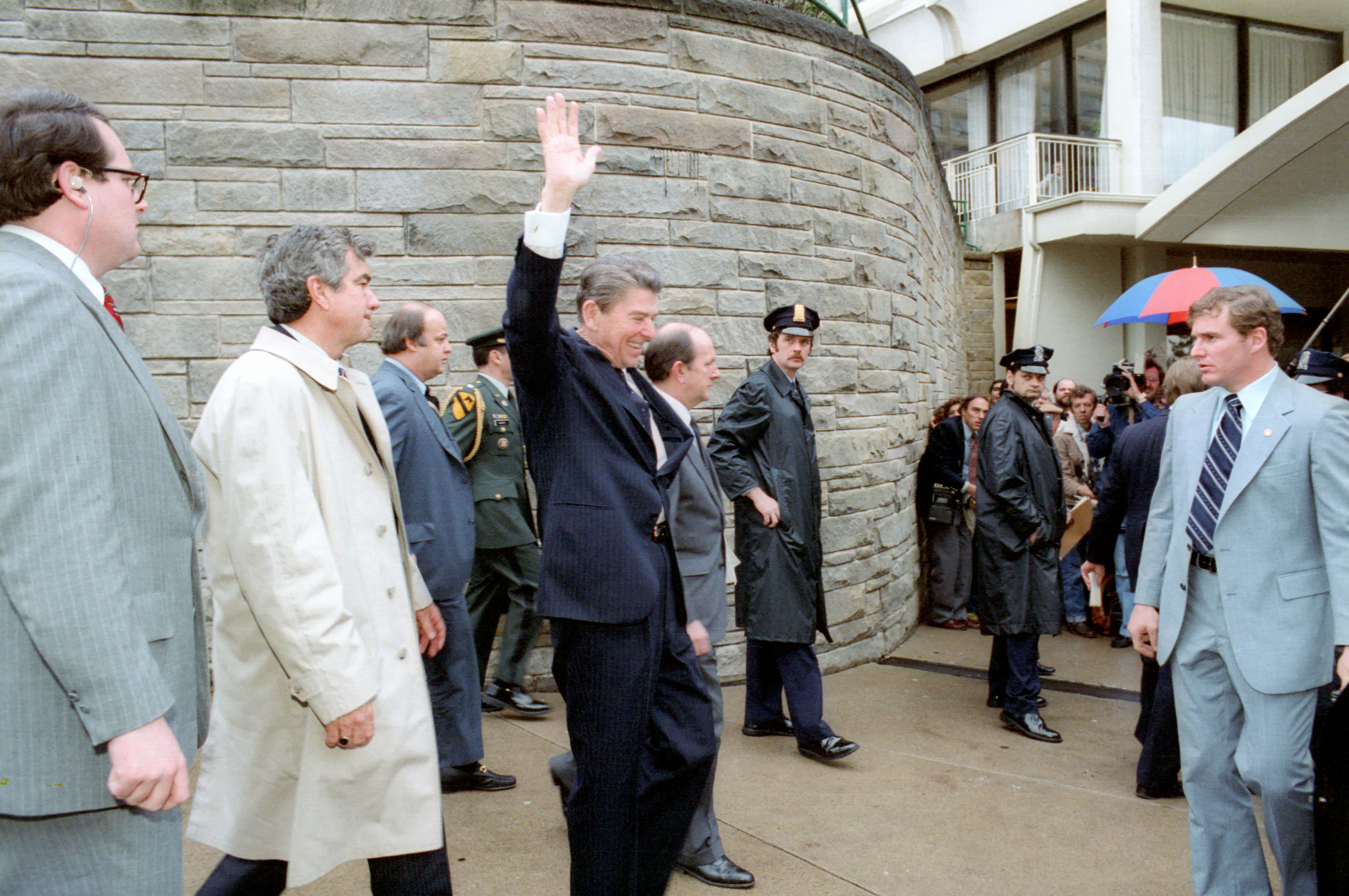
銃撃直前に手を振るレーガン

銃撃直後。レーガンは右の車に押し込まれている

3秒間で6発の弾丸が発射され、レーガンの脇にいた大統領報道官のジェイムズ・ブレイディ、シークレットサービスのティモシー・マッカーシー、ワシントン市警警官のトーマス・デラハンティーの3人が被弾してその場に倒れた。
レーガンはシークレットサービスのジェリー・パーによって大統領専用車に押し込まれたが、そのとき胸に痛みが走った。しかし出血が認められなかったので、車に押し込まれたときの勢いでどこか痛めたのだろうと思ったという。ところがパーとの会話中に不意に咳き込み、泡立った鮮血を吐いた。これを見たパーは、大統領は被弾しており、しかも銃弾で肺に穴が開いていると判断し、運転手に最寄りの病院へ急行するよう指示した。実際に弾丸は大統領の心臓をかすめて肺の奥深くで止まり、かなりの内出血を起していた。救急病棟に到着したころには呼吸も困難な状態で、歩いて病院に入ったレーガンは直後に倒れ込んでしまうほどだった。
それでもレーガンの意識はしっかりしており、周囲の心配をよそに弾丸摘出の緊急手術の前には医師たちに向かって「あなた方がみな共和党員だといいんだがねえ」と軽口を叩いた。執刀外科医は民主党員だったが、「大統領、今日一日われわれはみんな共和党員です」と返答してレーガンを喜ばせている。手術は全身麻酔を必要とする大掛りなものとなった。ただし、手術に際し大統領権限の一時的移譲手続きは行われておらず、事態はそれほど切迫したものであった（権限委譲については「健康」の節を参照）。なお、冷戦下における「国家の安全上の理由」（実際に銃撃事件の直後にソ連の潜水艦がアメリカの大西洋沿岸に集結するなどの不穏な動きが見られた）から、レーガンの詳しい容態が同じく狙撃され重傷を負ったブレイディの代理である副報道官のラリー・スピークスからマスコミに明らかにされたのは、レーガンが退院してからのことである。

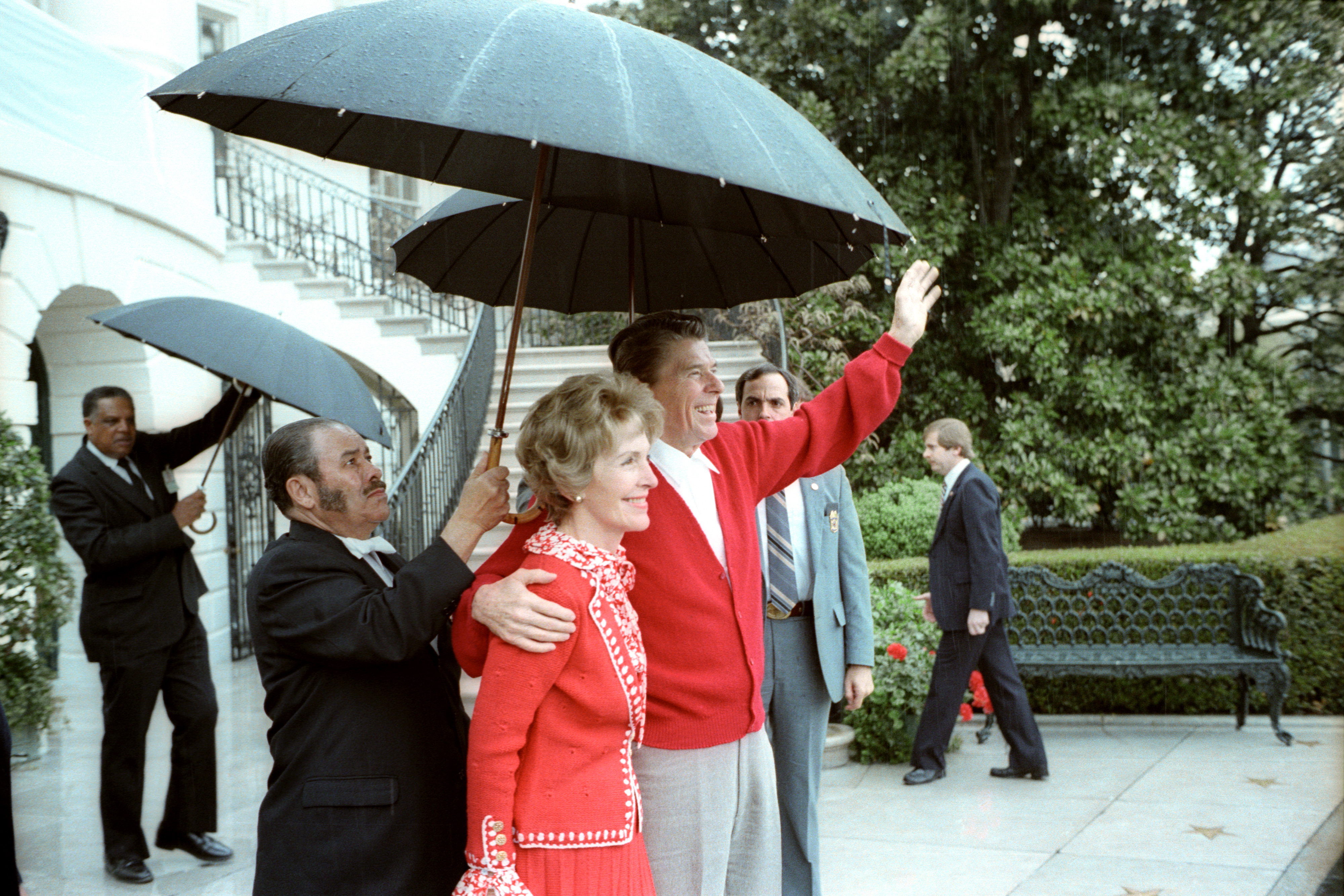
退院後にホワイトハウスでナンシーと立つレーガン

レーガンは70歳の高齢者としては驚異的なスピードで回復し、事件から約10日後の4月11日に退院。在職中に銃撃され、銃弾が命中しながら死を免れた最初の大統領となった。
レーガンは入院中にも妻のナンシーに「避けるのを忘れてたよ (Honey, I forgot to duck.)」とジョークを言うなど陽気な一面を見せ続けた。このセリフは1926年、ボクシングヘビー級のタイトル戦でチャンピオンのジャック・デンプシーが挑戦者ジーン・タニーに不意の敗北を喫したときに妻に向かって言った有名な「言い訳」を引用したものである。公務復帰後も、演説中に会場の飾りつけ風船が破裂した際に「しくじったな」と述べて聴衆から喝采を浴びた。
大統領選挙戦のころから見せていたレーガンのこうした機智や茶目っ気は全米を魅了して、史上最大の地滑り的勝利をレーガンにもたらすことに貢献したが、これはこの後8年間の政権を通じて変わることがなかった。政策の失敗やスキャンダルなどでいくらホワイトハウスが叩かれても、レーガンの比較的高い支持率は決して急落することが無かったのも、こうしたレーガンの「憎めない人柄」に拠るところが極めて大きかった。
なおこの事件を受けて制定されたのが、民間人の銃器購入に際して購入者の適性を確認する「ブレイディ法」（この法律の名称は重傷を負った報道官に由来する。）である。この法律は2005年に全米ライフル協会などの抵抗により、効力延長手続きがされず失効している。

### 内政

#### 経済政策
大統領就任後それまでの需要中心では無く、供給力強化を目的としたサプライサイド経済学に基づくレーガノミクス（レーガノミックスとも）と呼ばれる一連の経済政策を発表した。具体的には軍事支出の拡大のほか、減税による供給の刺激、インフレーションの抑制を掲げた政策であった。また、アメリカにとって初の自由貿易協定である米国・イスラエル自由貿易協定をイスラエルと締結し、自由貿易を推し進めた。一方で日米貿易摩擦では保護貿易主義的な姿勢であり、日本製のパーソナルコンピュータとテレビなどに100パーセントの関税を賦課したこともあった。

#### 麻薬との戦争
レーガンの「麻薬との戦争 (War on Drugs)」政策は麻薬犯罪者の投獄を推進した。

#### 人種差別対策

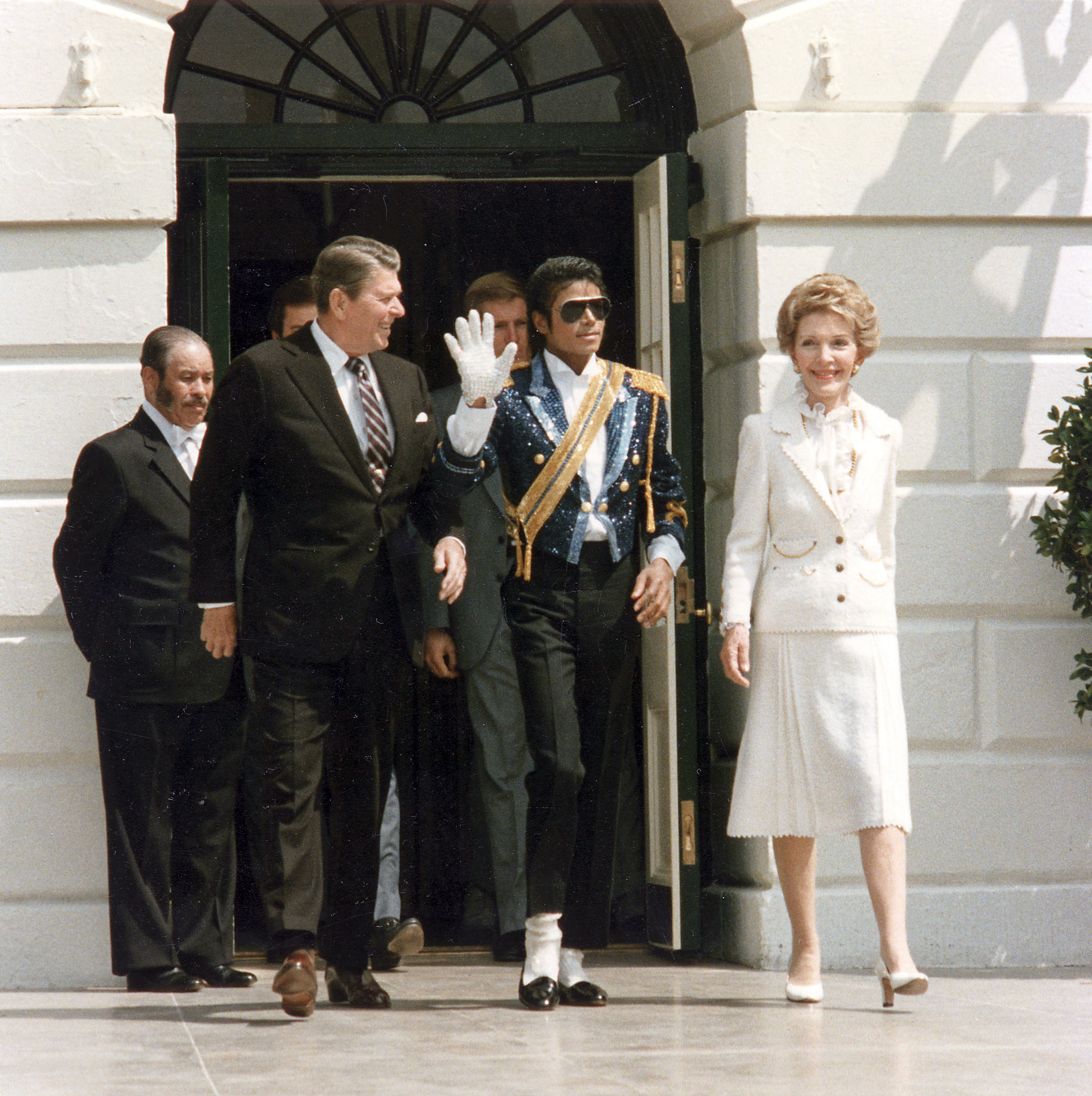
マイケル・ジャクソンとともに（1984年）

人種差別問題の解消に対しては積極的な態度を取り続け、1988年には戦後長らく懸案の課題だった第2次世界大戦中の日系人の強制収容に対して謝罪と1人当たり2万ドルの損害賠償を行っている。また、マーティン・ルーサー・キング・ジュニア牧師の誕生日が国の祝日となったのもレーガン政権においてである（1983年）。

#### エイズ対策
1981年に症例報告された後天性免疫不全症候群 (AIDS) に関して、この新しい感染病の「大流行」が多くの医療専門家から警告されていたにもかかわらず積極的に対策を打たなかったため「封じ込め」に失敗した。その結果わずか10年程度で爆発的に感染者が増加して大きな社会問題となった。

#### 労組対策
1981年8月5日、レーガンは職場復帰命令を無視した1万1359人の航空管制官を解雇した。皮肉にもPATCO（航空管制官組合）は9ヵ月前に選挙でレーガンを支持した少数の組合のうちの1つだった。

### 外交

#### 冷戦の激化と緩和

ベルリンの壁の前で演説するレーガン（1987年）
----
アメリカで政治家になる条件に、「見栄えのする容姿」と、大衆の好感度を引き出す「目には見えない魅力」がある。俳優出身のレーガンにはこの双方を満たして余りあるものがあった。静かな語り口ながら、率直で分りやすく、誰もを納得させてしまう話術は、「グレート・コミュニケーター（偉大なる伝達者）」というレーガンのあだ名に凝縮されている。1983年にソ連のことを「悪の帝国」と言い切った時も、1987年にベルリンの壁の前で数万人のベルリン市民に向かって「ゴルバチョフさん、この壁を壊しなさい!（“Mr. Gorbachev, tear down this wall!”）」とアピールしたときも、これが単なる演説の一節に終わらず、社会の変革を引き起こす要因の一つとなるほど人々の脳裏に深く刻みこまれたのも、こうしたレーガンの天賦の才があったことがその大きな要因の一つだった。

初会合から打ち解けた雰囲気となったジュネーブ会談（1985年11月19日）

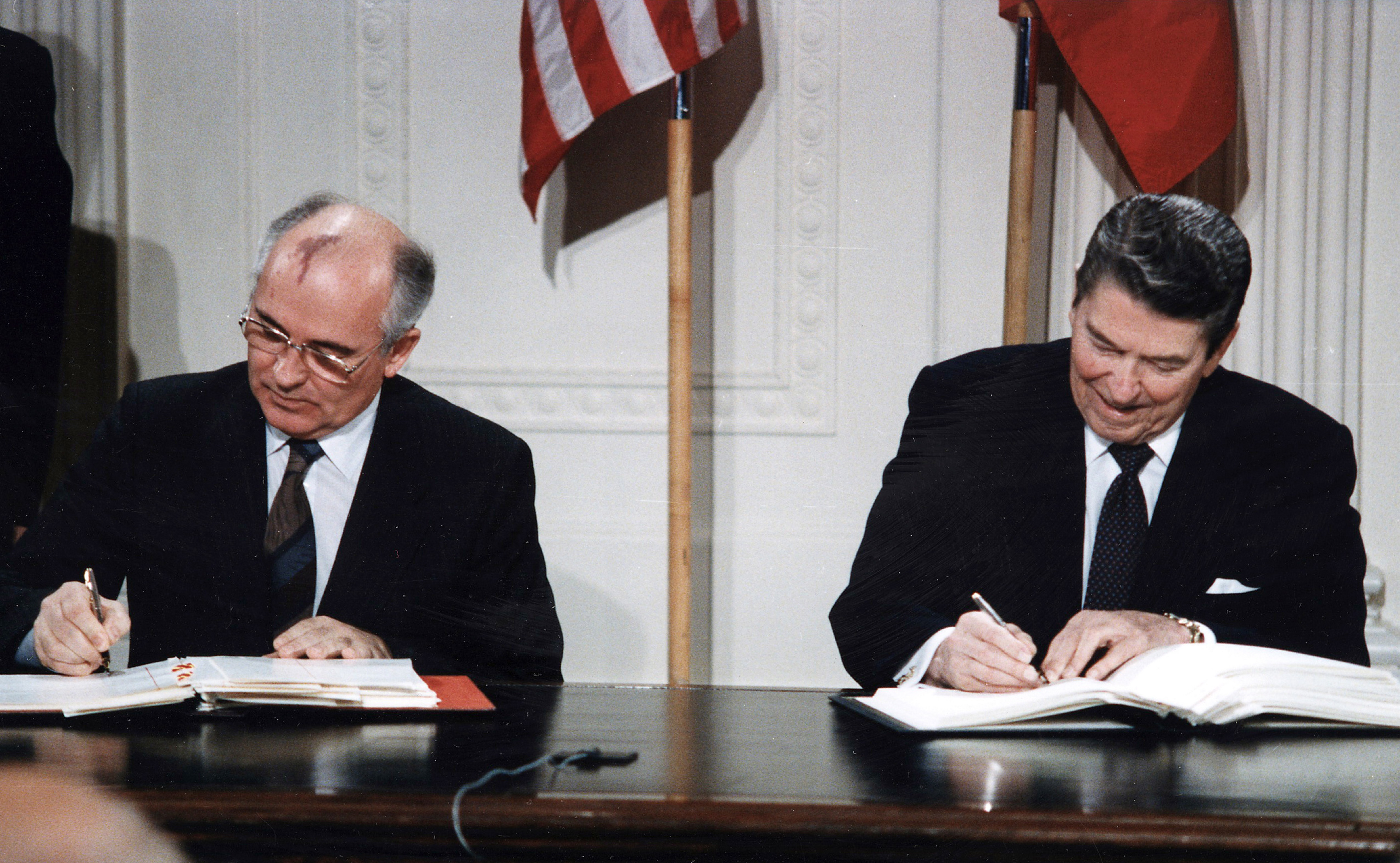
中距離核戦力全廃条約 (INF条約)に調印する米ソ両首脳（1987年12月8日・ホワイトハウス）

留まる事なく軍備増強を続けた結果、ソ連の軍事力は1980年代初頭までにアメリカのそれを凌駕するまでに巨大化していた。それまでアメリカの軍備は数の上ではソ連に及ばないものの、技術面ではソ連を寄せ付けない先端技術を保持し続けており、これがソ連に対する「質の脅威」であり得たが、1980年代におけるソ連の科学技術の進歩はこの両者の開きをかつてないほど狭いものにしていた。
その槍玉にあげられたのがデタントだった。レーガン政権は、デタントを「米ソ両国の力の均衡を維持することに役立っただけで、冷戦そのものの解決には全くならなかったばかりか、いたずらにこれを長期化させる原因」であるとして否定し、ソ連を「悪の帝国」と名指しで非難。代わりに「力による平和」と呼ばれる一連の外交戦略でソ連と真っ向から対抗する道を選んだ。その概要は以下の通りである。
1. 国防予算を大幅に増額してスターウォーズ計画を一方的に推進する
2. ソ連はこれに追いつこうとするあまり、より一層の無理を強いられる
3. その結果アフガニスタン侵攻の泥沼化でただでさえ逼迫しているソ連の国家財政は破綻し、社会保障制度が麻痺する
4. ソ連の国民はそんな共産主義政権を見限りソビエト連邦は崩壊する

というシナリオだった。
果たしてその読み通り早くも1980年代中ごろになるとソ連の財政赤字は肥大化し、財政は危機的状況に陥った。1984年にはレーガンはソ連とその同盟国を除いた1984年ロサンゼルスオリンピックを挙行して西側諸国の結束を誇示した。また1985年にゴルバチョフが書記長に就任すると、「グラスノスチ」によりソ連の危機的状況が西側にも明らかとなり、アメリカはソ連から核兵力・通常兵力・対東欧諸国政策のすべてにおいて大幅な譲歩を引き出すことに成功した。西側諸国の一員である日本も防衛費1パーセント枠を1987年より廃止し防衛費を一時的に増額した。
こうしたソ連の態度軟化を変化の兆しと見たレーガンは自らも強硬な外交路線を修正し、ゴルバチョフに対してはこれまでの改革を評価するとともに、より一層の改革を行うことを促した。
レーガンはゴルバチョフとジュネーヴ（1985年11月）・レイキャビク（1986年10月）・ワシントンD.C.（1987年12月）・モスクワ（1988年6月）と4度にわたって首脳会談を行っている。主な議題はいずれも軍縮と東ヨーロッパ問題だったが、1回目は米ソ首脳が6年半ぶりに会談すること自体に意義があり、2回目は物別れに終わったもののゴルバチョフが交渉に値する人物だという確証を得ることができた。そもそもレーガンは3回目のワシントン会談でゴルバチョフを訪米させることにかけていた。終わりの見えない不況と、あってなきが如き社会保障制度に喘ぐソ連の国民が、好景気に沸くアメリカ社会の実態を間近に垣間見る機会があれば、彼らが現在の体制に疑問を抱き、やがて不満が爆発するであろうことは十分に予見できた。そして、この自国民による「内圧」がアメリカによる「外圧」よりもはるかに強い力となって、実際にゴルバチョフ政権とソビエト共産党を根底から揺さぶり始めるのに、そう時間はかからなかった。
翌年モスクワを訪問したレーガンを、ソ連のメディアはまるでハリウッドスターのような扱いで好意的に迎えた。あるジャーナリストから、まだソビエトのことを「悪の帝国」と考えているかと質問されたレーガンは、はっきり「いいえ」と答え、「あれは別の時、別の時代のことを指した言葉です（“I was talking about another time, another era.”）」とつけ加えることを忘れなかった。そんなレーガンに、ゴルバチョフはモスクワ大学で自由貿易市場についての特別講義をすることまで依頼している。
後に回想録『わがアメリカンドリーム レーガン回想録』の中で、レーガンは当時ソ連が取りつつあった新しい方向を楽観的に見ていたこと、腹を割った会話ができるまで気心知れる盟友にまでなったゴルバチョフに対しては極めて親密な感情を抱いていたこと、そして大規模な改革を急速に断行するゴルバチョフ政権の帰趨や本人の生命を真剣に心配していたことなどを記している。また当時、2人の親密な関係を指して「Rega-Chev（レガーチェブ）」と読んだ新聞さえ出現した。また、冗談交じりに宇宙人の襲来を仮定した冷戦終結と米ソ協調の可能性をゴルバチョフと語ることもあり、この比喩は1987年の軍縮のための国連演説でも用いられた。
大統領退任後に「レーガン・ドクトリン」によって地道に支援されてきた東ヨーロッパの反共産主義運動は、モスクワの屋台骨が揺らぎ始めると、1989年8月にハンガリー政府当局が約1000人の東ドイツ国民を自国経由でオーストリアに脱出する手助けをするという「ピクニック事件」が起きたのを皮切りに、11月にはドイツでベルリンの壁が崩壊し、チェコスロバキアではビロード革命が共産党による一党独裁制を廃止し、12月にはブルガリアの共産党政権が崩壊し、ルーマニアではチャウシェスク独裁政権を血祭りにあげるなど、東ヨーロッパ諸国は雪崩を打って民主化を果たし、レーガンの後任であったジョージ・H・W・ブッシュとゴルバチョフのマルタ会談が行われて冷戦は終結した。ソビエト連邦が解体されたのは、それから2年後のことだった。
1980年に国際連合で採択された特定通常兵器使用禁止制限条約には1982年に署名した。

#### 対中南米政策
中南米の社会主義政権に対して寛容な態度を取ったカーター前政権とは対照的に、「レーガン・ドクトリン」によってアメリカは徐々にラテン・アメリカの社会主義政権や反体制ゲリラに対して、タカ派的外交姿勢をとりはじめる。このようにして敵視された政権にはサンディニスタ民族解放戦線などの決してソ連やキューバのような共産主義を掲げる訳ではない政権も多かったが、そのような事情は全て無視され、「反共」の理念の下に叩き潰された。
しかし、これは1960年代から繰り返し批判されてきたアメリカの「ダブルスタンダード」（相手が親米反共か反米・容共かにより外交で正反対の態度を取ったこと）を再び浮き彫りにするものでもあった。

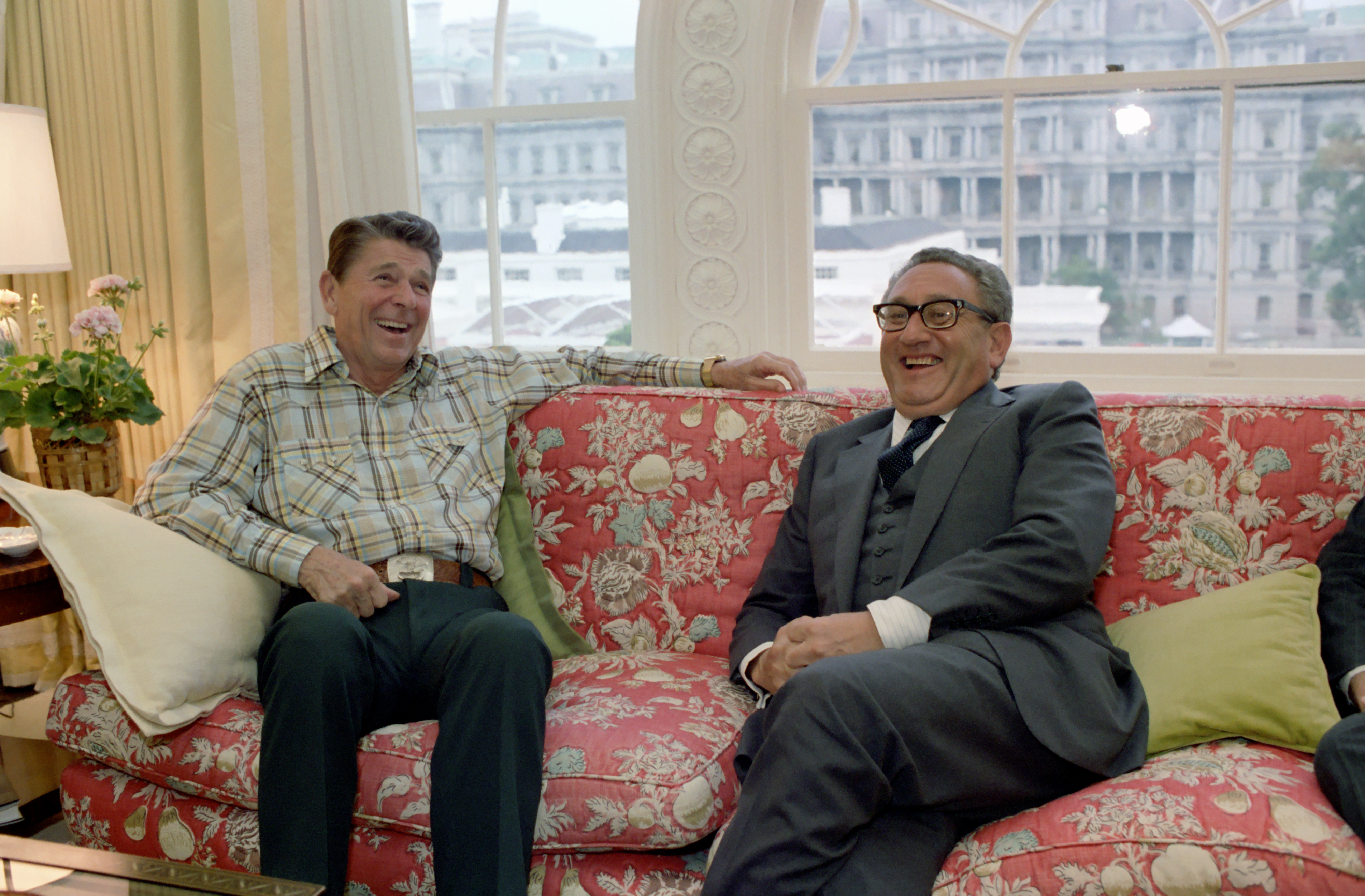
ヘンリー・キッシンジャー元国務長官とともに

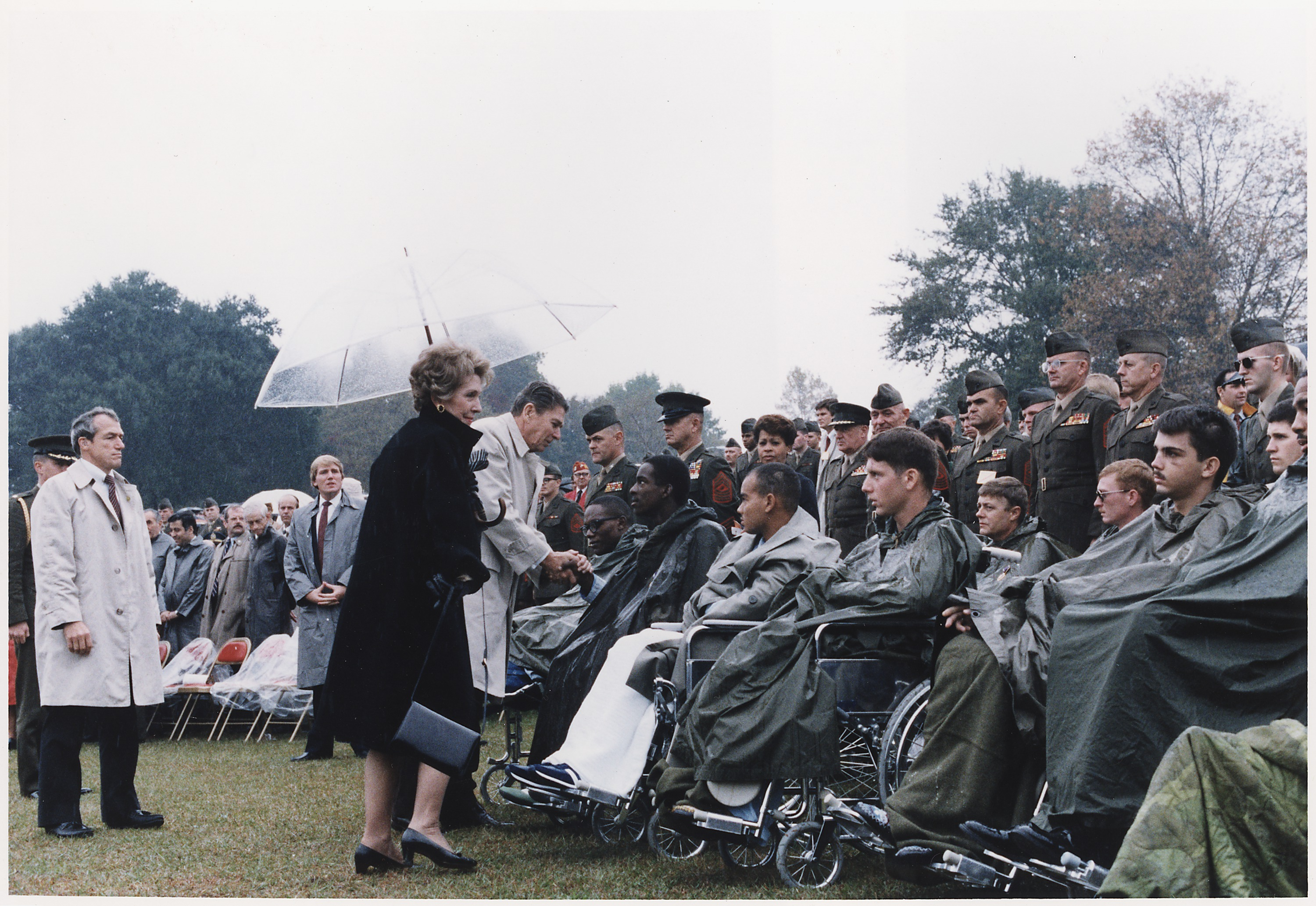
グレナダ侵攻の際の負傷兵を見舞うレーガン夫妻

「エルサルバドル死守」を中米外交の基本政策に掲げ、中米紛争ではニカラグアのコントラやエルサルバドル軍、グアテマラ軍、及び極右民兵組織を支援し、CIAを使って各国軍の死の部隊による「汚い戦争」を支え、結果的にニカラグア内戦、エルサルバドル内戦、グアテマラ内戦を激化させて当該地域で何十万人という犠牲者と、何百万人もの亡命者を出す要因を作った。このような態度から、「レーガンは公然と反共ゲリラ戦争を支援している」と非難するものもいた。
ニカラグアの指導者であるダニエル・オルテガは、激しさを増す第二次ニカラグア内戦の最中にこう語っている。
その一方で1982年に中米問題や国内の左翼ゲリラへの弾圧などで技術協力していたアルゼンチンの親米軍事政権がフォークランド紛争を引き起こした時はイギリスに全面的に協力した。さらに1983年にレーガンは、カリブ海の小さな島国グレナダで社会主義政権内でのクーデターが起きた後、公式に軍隊の侵攻を命令した（グレナダ侵攻）。このグレナダ侵攻作戦は実は就任当初から周到に準備されており、就任当初からグレナダのニュー・ジュエル運動による人民革命政府を崩壊させようとプエルトリコのビエケス島で軍事演習を繰り返していた。
レーガンはグレナダのみならず、「西半球の癌」と呼んでいた容共的なニカラグアのサンディニスタ政権に対して、駐ホンジュラスアメリカ陸軍を増強し、ニカラグア直接介入（侵攻）をも狙っていたようだが、1984年のレバノン介入の失敗によってニカラグア侵攻は不可能になった。
またレーガンは1973年にアメリカが支援したチリ・クーデターによって大統領になり、以降軍事独裁政権を保っていたチリのアウグスト・ピノチェト将軍を「友人の中の友人」と呼び、カーター政権時代に人権問題のためになされていた対チリ経済制裁を解除し、ピノチェト政権の延命を支えた。
こうした態度を信頼できなくなったラテン・アメリカ諸国はコンタドーラ・グループを結成して独自に中米紛争の解決に取り掛かることになった。この紛争の最中にアメリカ合衆国に抵抗してコントラの一派ARDEの基地を撤去し、特に問題解決に尽力したコスタリカの大統領オスカル・アリアス・サンチェスにはノーベル平和賞が授与された。
その任期の終盤には自由選挙を実施している国に経済援助を与えるなど、冷戦が終結に向かっていったことにより共産主義の浸透の心配が無くなったラテン・アメリカ諸国の民主主義への移行を支援しはじめたが、それでもレーガンの任期中にチリ・エルサルバドル・グアテマラでは、アメリカ合衆国に支援された「反共」を掲げる軍事独裁政権による暴力が止むことは無かった。

#### イラン・コントラ事件

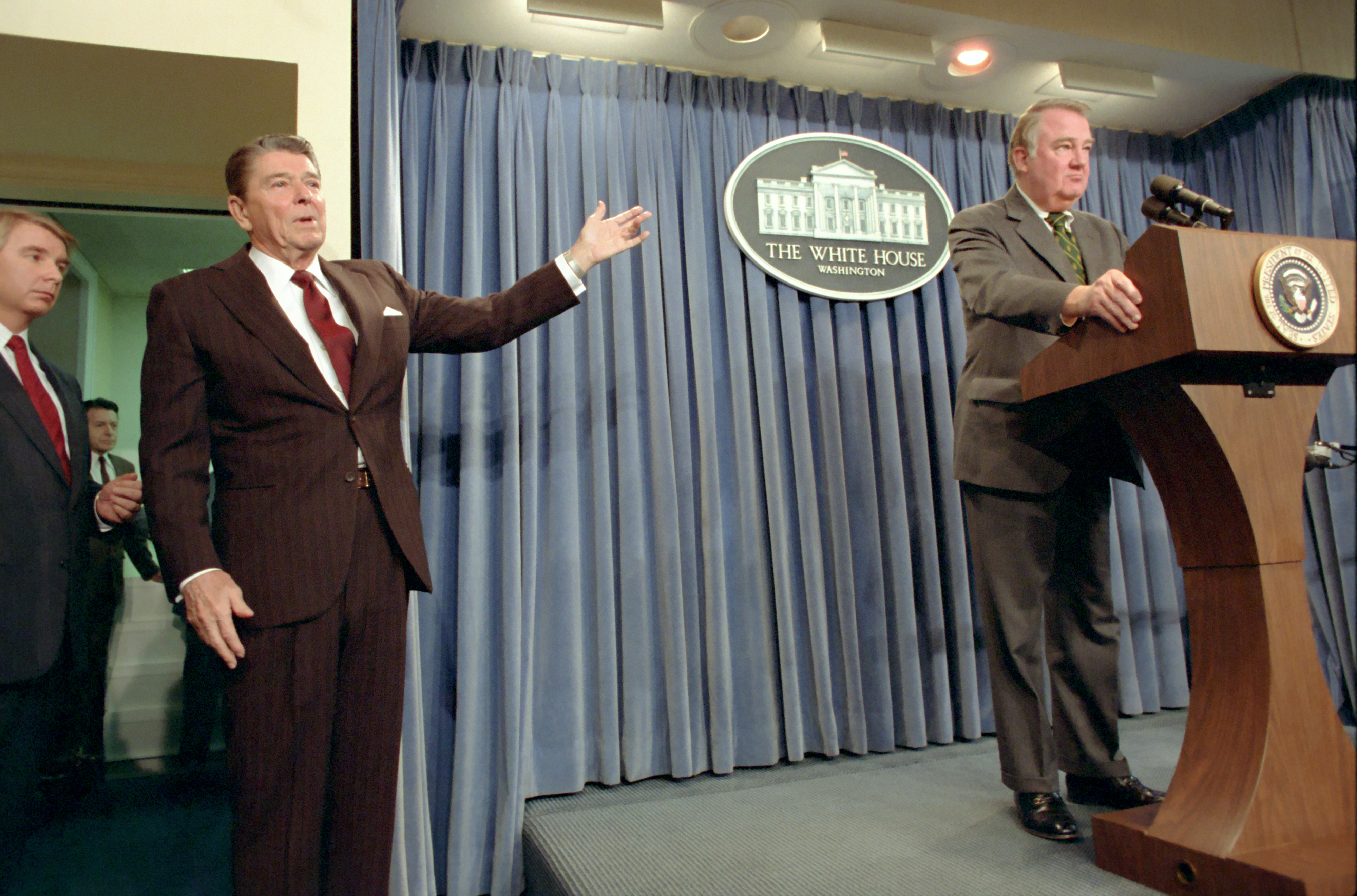
ホワイトハウス内で記者会見を行うレーガン

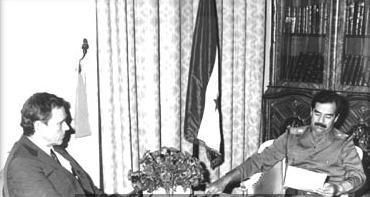
イラクの大統領サッダーム・フセインに事件の説明を行うリチャード・マーフィー国務次官補

1986年にはイラン・コントラ事件として知られるイランとニカラグアのサンディニスタ政権に対する秘密軍事支援のスキャンダル及び調査があった。
1985年8月、アメリカ軍の兵士らがレバノン（内戦中）での活動中、イスラム教シーア派系過激派であるヒズボラに拘束され、人質となってしまった。人質を救出する為にレーガン政権は、ヒズボラの後ろ盾であるイランと非公式ルートで接触し、イラン・イラク戦争でイラクと戦っていたものの劣勢であったイランに対し、極秘裏に武器を輸出する事を約束した。しかし当時のアメリカは、イラン革命後の1979年に発生したイランアメリカ大使館人質事件によりイランとの国交を断絶しており、当然のことながらイランに対する武器輸出を公式に禁じていた上に、政治家・官僚・軍人による同国政府との公式な交渉も禁じられていた。
レーガン直々の承認を受けて極秘裏にイランに対して武器を輸出したばかりか、国家安全保障担当補佐官のジョン・ポインデクスターと、国家安全保障会議軍政部次長でアメリカ海兵隊のオリバー・ノース中佐らが、イランに武器を売却したことで得た収益を、左傾化が進むニカラグアで反政府戦争（コントラ戦争）を行う反共ゲリラ「コントラ」に与えていた。
しかしイランへの武器輸出と、反共ゲリラへの資金流用というそれぞれの行為は、本来なら必要である議会の了解を取っていなかったばかりか、当時民主党が多数を占めた議会の議決に完全に反していた。またこの時、アメリカのイランとコントラの双方の交渉窓口は、レーガン政権において副大統領のブッシュであったとされ、このブッシュの関与が、後の民主党政権下の連邦議会における公聴会で取りあげられた。
しかし最終的に、レーガンには自らのスタッフに対する管理が不十分だった点にのみ罪があるとされ、この事件は終結を迎えた。このスキャンダルはレーガンの在任中最大級のものだったが、その政治生命へのダメージは少ないものに留まった。下院議員のパトリシア・シュローダーは、このスキャンダルでレーガンの評判が傷つかなかったことを揶揄し、レーガンのことを傷のつきにくい鍋に例えて「テフロン大統領」と呼んだ。

#### パナマ侵攻
1989年には、手先だったはずの軍最高司令官マヌエル・ノリエガを失脚させるべく、パナマへ軍を進めた。

#### レバノン平和維持軍
1982年よりレバノン内戦に対して平和維持軍としてアメリカ海兵隊及びアメリカ海軍をレバノンに派遣した。1983年10月23日には兵舎がイスラム民兵による自爆トラック攻撃を受け、241人の海兵隊員が死亡した。シリア軍に激しい攻撃を行った後、翌1984年2月にレーガンはレバノンから海兵隊を撤退させた。

#### 各国首脳との関係

ウィリアムズバーグ・サミット（1983年）

レーガンは各国の首脳と軒並み友好関係を持ったが、なかでも西側諸国のサミット国の指導者とは親密な関係を保った。イギリスのマーガレット・サッチャー首相、カナダのブライアン・マルルーニー首相、日本の中曽根康弘首相、イタリアのアミントレ・ファンファーニ首相などとは特に「仲良し」なことを公言して憚らず、大統領の「公式プライベート空間」であるキャンプ・デービッドや、レーガン個人がカリフォルニア州に所有する牧場に彼らを招いてもてなしたりもした。
こうしたファーストネームで呼び合う文化がない同盟国の首脳までとも、親密さを演出するためにお互いにファーストネームの短縮型で呼び合うことを提案して外交プロトコルに革命をもたらしたのも、気さくなレーガンならではのことだった。レーガンと中曽根もお互いに「ロン」「ヤス」と呼び合い、これが先例となって今日まで日米首脳の多くはこの「ファーストネーム ベース」で呼び合うことを踏襲している。

#### 日本との関係

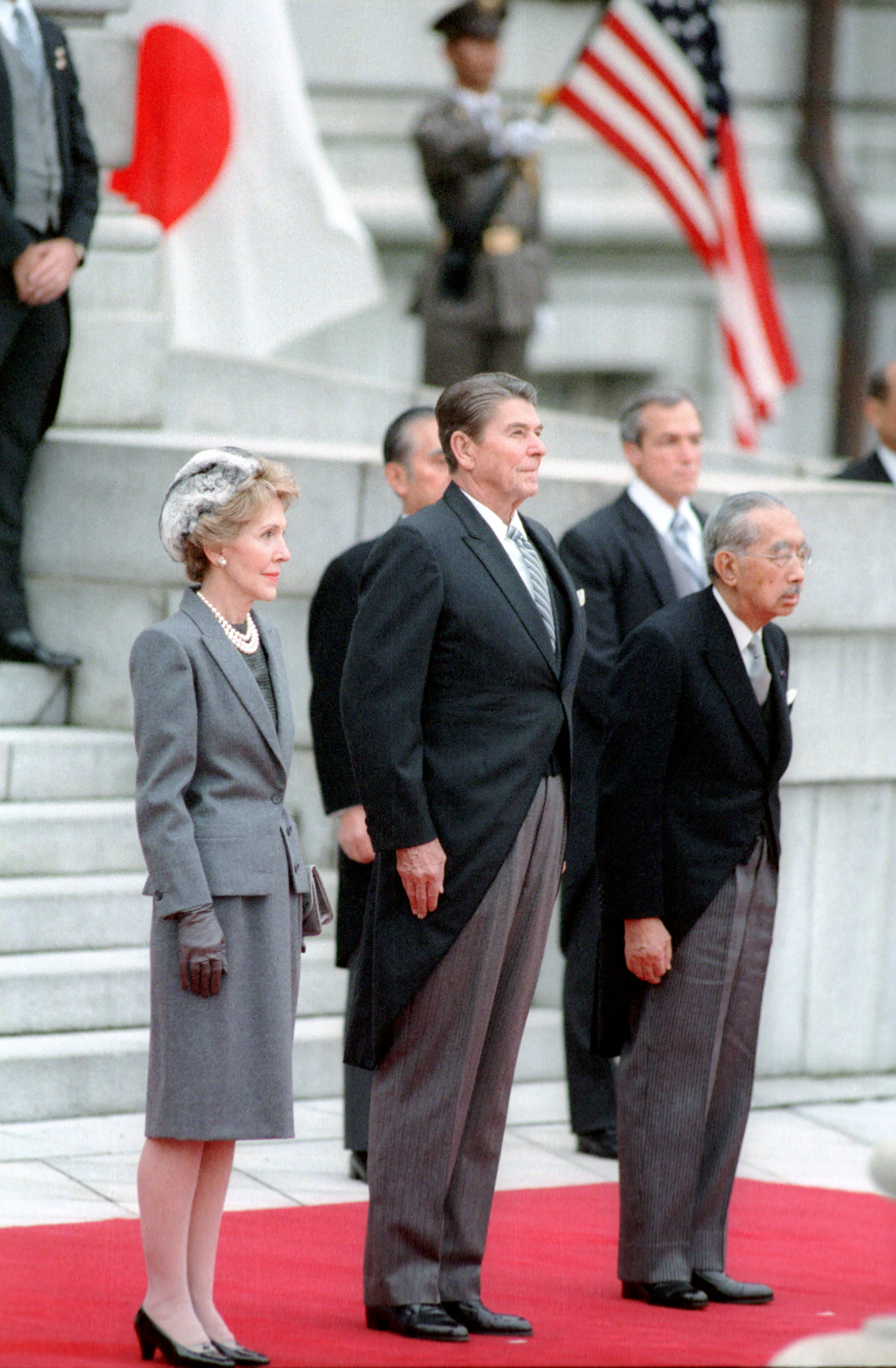
昭和天皇と共に（1983年）

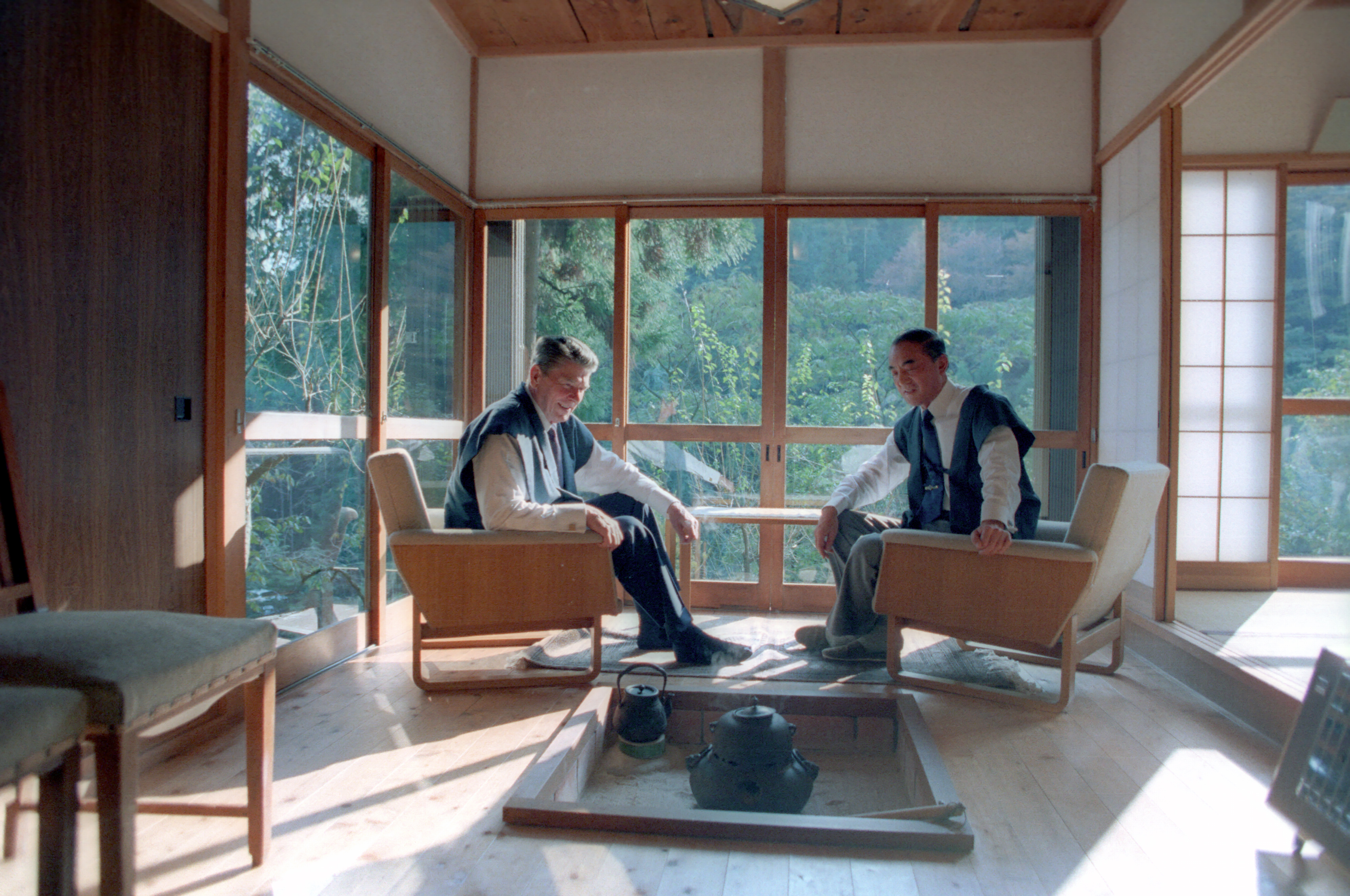
中曽根康弘の私邸にて昼食をともに（1983年）

日本はアメリカの同盟国であるだけで無く、世界有数の経済力を持つアジアで唯一の先進国であると同時に、当時のアジアにおいて唯一安定した民主主義政治が確立された国でもあった。そして冷戦下で自由主義陣営と社会主義陣営の2極化が進むと、アジア太平洋地域においてアメリカ軍の基地を抱え、超大国のソ連を太平洋側から抑える位置にある日本の戦略的な重要性はますます高まった。
1970年代に表面化した日本との貿易摩擦に対しては、アメリカ国内の保守派や大企業・組合などからのプレッシャーを受けて一貫して強硬姿勢をとり続けたが、冷戦に正面から対峙し続けたレーガン政権が、このような日本をアメリカの安全保障上欠かすことのできない「パートナー」として重視したのも当然の成り行きだった。
レーガンのソ連への強硬路線は日米関係にも影響を与えた。大韓航空機撃墜事件やレフチェンコ事件など、冷戦下の北東アジアで発生した事件では日本と共同歩調を取った他、極東アジアにおける軍事的なプレゼンスを高めるため、青森県の三沢基地に当時最新鋭の戦闘機であったF-16戦闘機の飛行隊を配備するなど、日本を含む極東アジアに陸軍・海軍・空軍・海兵隊合わせて14万人の兵力を展開した。
特に同年代でお互い保守派として知られた中曽根康弘との間では、中曽根を「ヤス」と呼び、レーガンを「ロン」と愛称で呼ぶ仲となり、この呼び方は当時「ロン・ヤス」とあだ名されてお互い交流を結んだ。そうした背景からレーガンは1983年11月9日から12日・1986年5月4日から・1989年5月2日から7日と、現職のアメリカ合衆国大統領としては最多の3度に渡り日本を公式訪問している。この間に東京をオフショア市場化した。
最初の訪日では昭和天皇（当時の今上天皇）や中曽根と会談した他、キャンプ・デービッドへ招待された答礼として中曽根が11月11日に東京都西多摩郡日の出町の別荘である「日の出山荘」に招き、蔦子夫人手作りの昼食を共にしたことが大きな話題となった。日の出山荘を訪れる前日には、明治神宮で流鏑馬を見学し、その際「自分もやりたい」と言って周囲を困らせていた。国会で、これからの世界平和・日米協力の必要性を説いた時、俳句を引用し（「草いろいろおのおの花の手柄かな」）、これは与野党を問わず大喝采を受けた。2004年のレーガン国葬にも当時86歳の中曽根はたっての願いで参列して故人を惜しんでいる。

#### 韓国との関係
大統領就任後間も無く、1981年2月に韓国の大統領全斗煥を最初の国賓としてホワイトハウスに招待し、レーガン同様に反共主義を標榜する全との良好な関係をアピールすることで反共軍事同盟を重視すると意思表示を行うことで、ソ連と北朝鮮に対してプレッシャーを与えた。一方レーガン陣営は政権移行期から軍事独裁政権であった韓国政府に対して慎重に働きかけを行い、死刑宣告を受けていた反政府運動（全斗煥は軍事クーデターにより政権を獲得し、反対派に対し武力による弾圧を行っていた）の指導者・金大中を釈放するよう促しており、村田晃嗣はこれを、レーガンの前任者ジミー・カーターが標榜した人権外交になぞらえ、「レーガン流の静かな人権外交」と評している。

### 健康
1985年夏にレーガンの大腸にできていたポリープが生体組織検査の結果悪性であることが判明すると、レーガンは直ちにポリープ切除手術を受けることになった。手術は全身麻酔を必要とするという医師団の診断を受けて、大統領府では1947年の大統領継承法と1967年のアメリカ合衆国憲法修正第25条の規定に依り、大統領権限の一時的移譲を初めて行うことを決定した。手術は7月13日の朝方から始まり、ジョージ・H・W・ブッシュ副大統領がこの間約8時間に渡って大統領権限を代行している。
1987年1月5日には前立腺癌の摘出手術も受けているが、この際は局所麻酔で済ませることができたため権限移譲は行われなかった。しかし当時レーガンは76歳に迫る高齢で、「任期をあと2年も残して果たしてこの先大丈夫なのか」という懸念が全米に広がった。
その後は耳が遠くなる、受け答えが鈍くなるなど、老化に特有の現象に見舞われることにはなった。レーガンは以前から難聴ぎみで、就任の翌年には早くも現職大統領として初めて補聴器を着用しはじめていたが、2期目に入ったころからその度合いが進行し、公の席でも傍らにいたナンシー夫人がことあるごとに耳打ちをするようにまでなっていた。この光景をアメリカのメディアは「ファーストレディーの政治へ容喙」などとして取りあげたことから、ナンシー夫人は「ナンシー・レーガン大統領」などといった陰口を後々まで叩かれることになった。ともかくも8年の任期をつとめあげ、1989年1月20日に77歳11ヵ月という大統領としては史上最高齢でホワイトハウスを後にしたときには、多くのメディアが「これなら3期目でもいけたかもしれない」などという賛辞を贈った。
一方で病気が政権運営に支障を来していたとの指摘も多い。レーガンの執務時間は政権末期になると明らかに少なくなっており、特に最後の2年は政策の詳細には関与していなかったという。

### 内閣

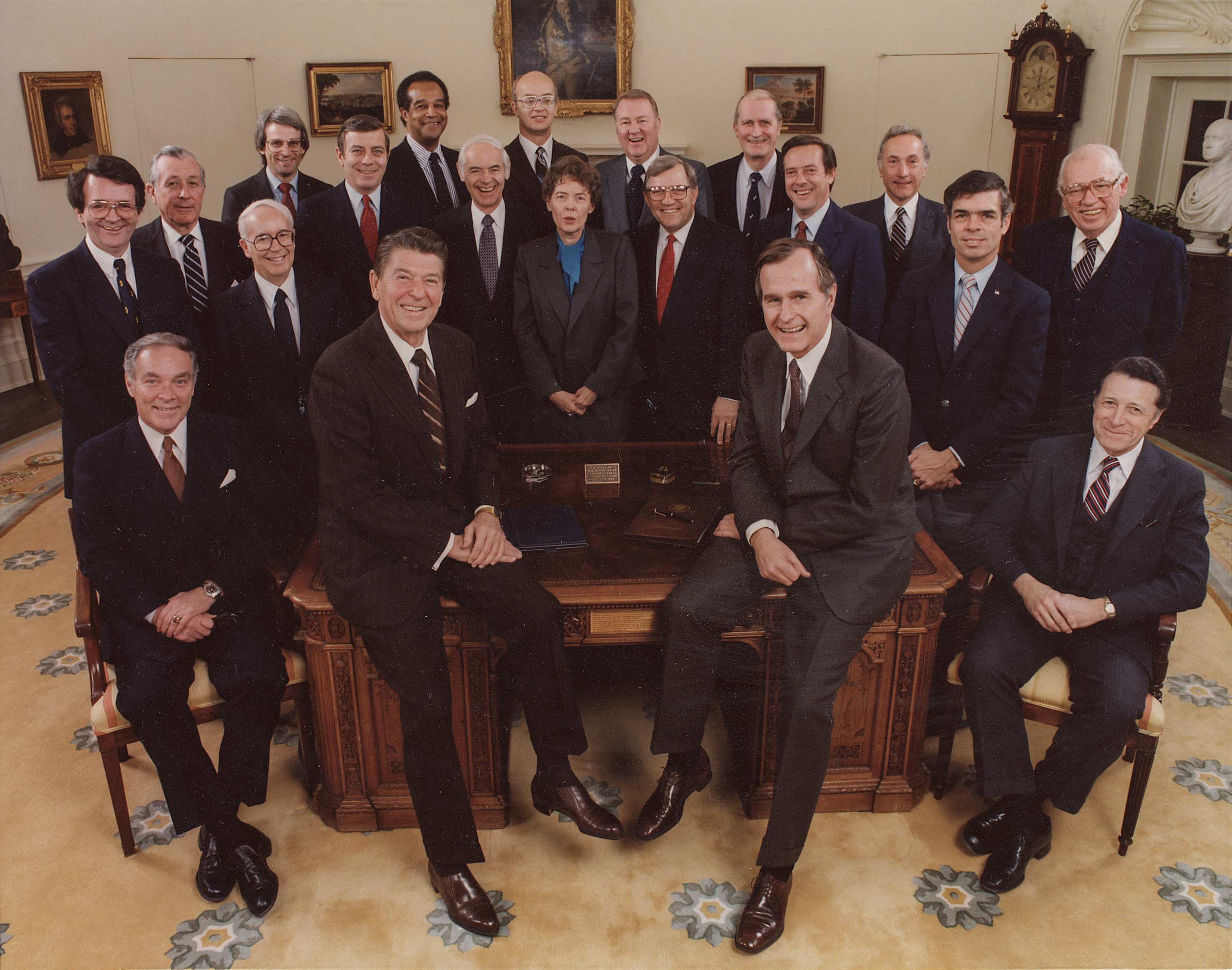
レーガンと最初の閣僚（1981年2月4日）

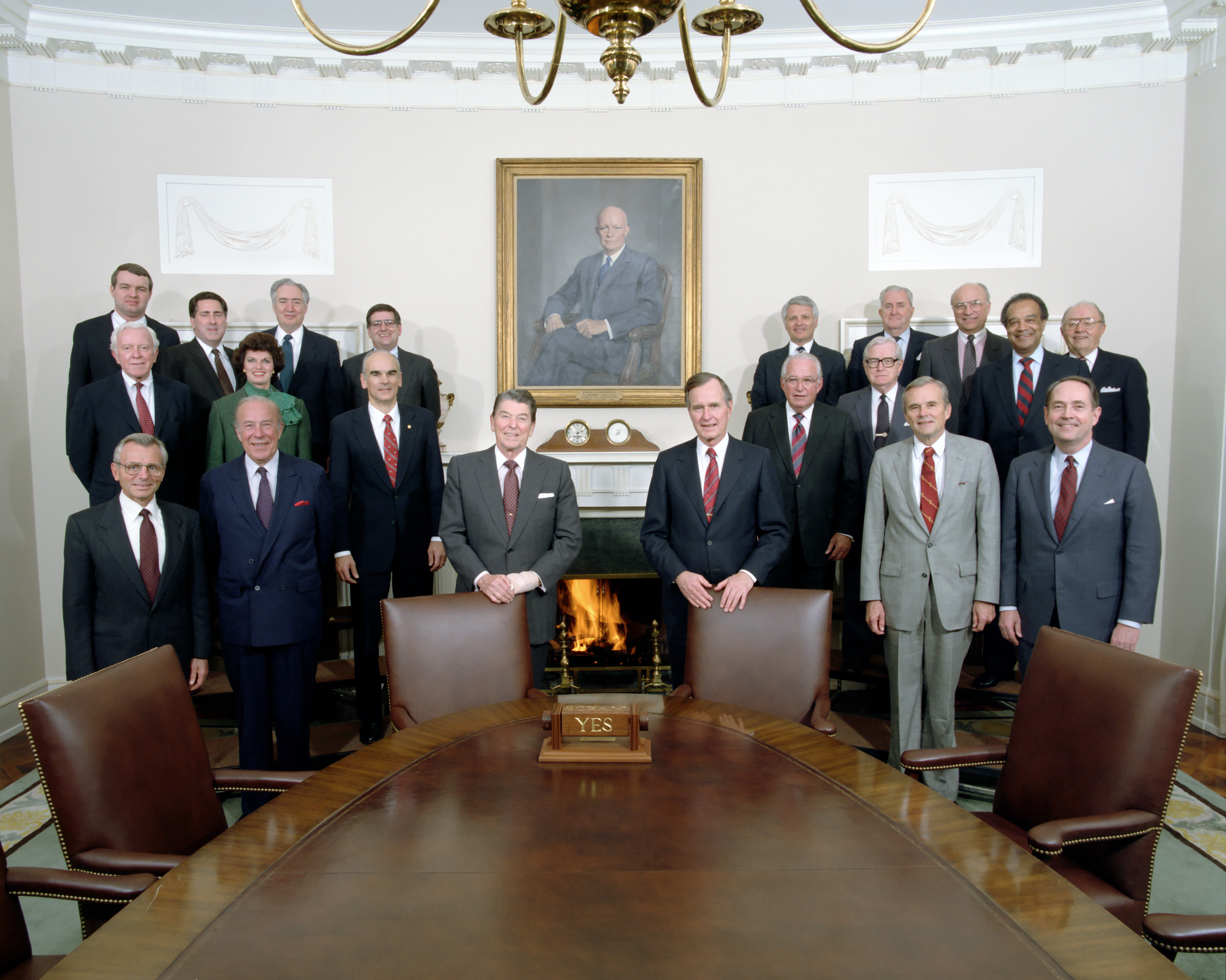
レーガンと最後の閣僚（1989年1月11日）

| 職名             | 氏名                               | 任期            |
| ---------------- | ---------------------------------- | --------------- |
| 大統領           | ロナルド・レーガン                 | 1981年 - 1989年 |
| 副大統領         | ジョージ・H・W・ブッシュ           | 1981年 - 1989年 |
| 国務長官         | アレクサンダー・ヘイグ             | 1981年 - 1982年 |
| 国務長官         | ジョージ・シュルツ                 | 1982年 - 1989年 |
| 財務長官         | ドナルド・リーガン                 | 1981年 - 1985年 |
| 財務長官         | ジェームズ・ベイカー               | 1985年 - 1988年 |
| 財務長官         | ニコラス・ブレイディ               | 1988年 - 1989年 |
| 国防長官         | キャスパー・ワインバーガー         | 1981年 - 1987年 |
| 国防長官         | フランク・カールッチ               | 1987年 - 1989年 |
| 司法長官         | ウィリアム・スミス                 | 1981年 - 1985年 |
| 司法長官         | エドウィン・ミース                 | 1985年 - 1988年 |
| 司法長官         | リチャード・ソーンバーグ           | 1988年 - 1989年 |
| 内務長官         | ジェームズ・ワット                 | 1981年 - 1983年 |
| 内務長官         | ウィリアム・クラーク               | 1983年 - 1985年 |
| 内務長官         | ドナルド・ホーデル                 | 1985年 - 1989年 |
| 商務長官         | マルコム・バルドリッジ             | 1981年 - 1987年 |
| 商務長官         | カルヴィン・ウィリアム・ヴェリティ | 1987年 - 1989年 |
| 労働長官         | レイモンド・ドノヴァン             | 1981年 - 1985年 |
| 労働長官         | ウィリアム・ブロック               | 1985年 - 1987年 |
| 労働長官         | アン・マクラフリン                 | 1987年 - 1989年 |
| 農務長官         | ジョン・ラスリング・ブロック       | 1981年 - 1986年 |
| 農務長官         | リチャード・エドモンド・リング     | 1986年 - 1989年 |
| 保健福祉長官     | リチャード・シュウェイカー         | 1981年 - 1983年 |
| 保健福祉長官     | マーガレット・ヘッケラー           | 1983年 - 1985年 |
| 保健福祉長官     | オーティス・ボーウェン             | 1985年 - 1989年 |
| 教育長官         | テレル・ハワード・ベル             | 1981年 - 1984年 |
| 教育長官         | ウィリアム・ジョン・ベネット       | 1985年 - 1988年 |
| 教育長官         | ラウロ・カヴァゾス                 | 1988年 - 1989年 |
| 住宅都市開発長官 | サミュエル・ピアース               | 1981年 - 1989年 |
| 運輸長官         | ドリュー・ルイス                   | 1981年 - 1982年 |
| 運輸長官         | エリザベス・ドール                 | 1983年 - 1987年 |
| 運輸長官         | ジェームズ・バーンリー             | 1987年 - 1989年 |
| エネルギー長官   | ジェームズ・エドワーズ             | 1981年 - 1982年 |
| エネルギー長官   | ドナルド・ホーデル                 | 1982年 - 1985年 |
| エネルギー長官   | ジョン・ヘリントン                 | 1985年 - 1989年 |

## 引退

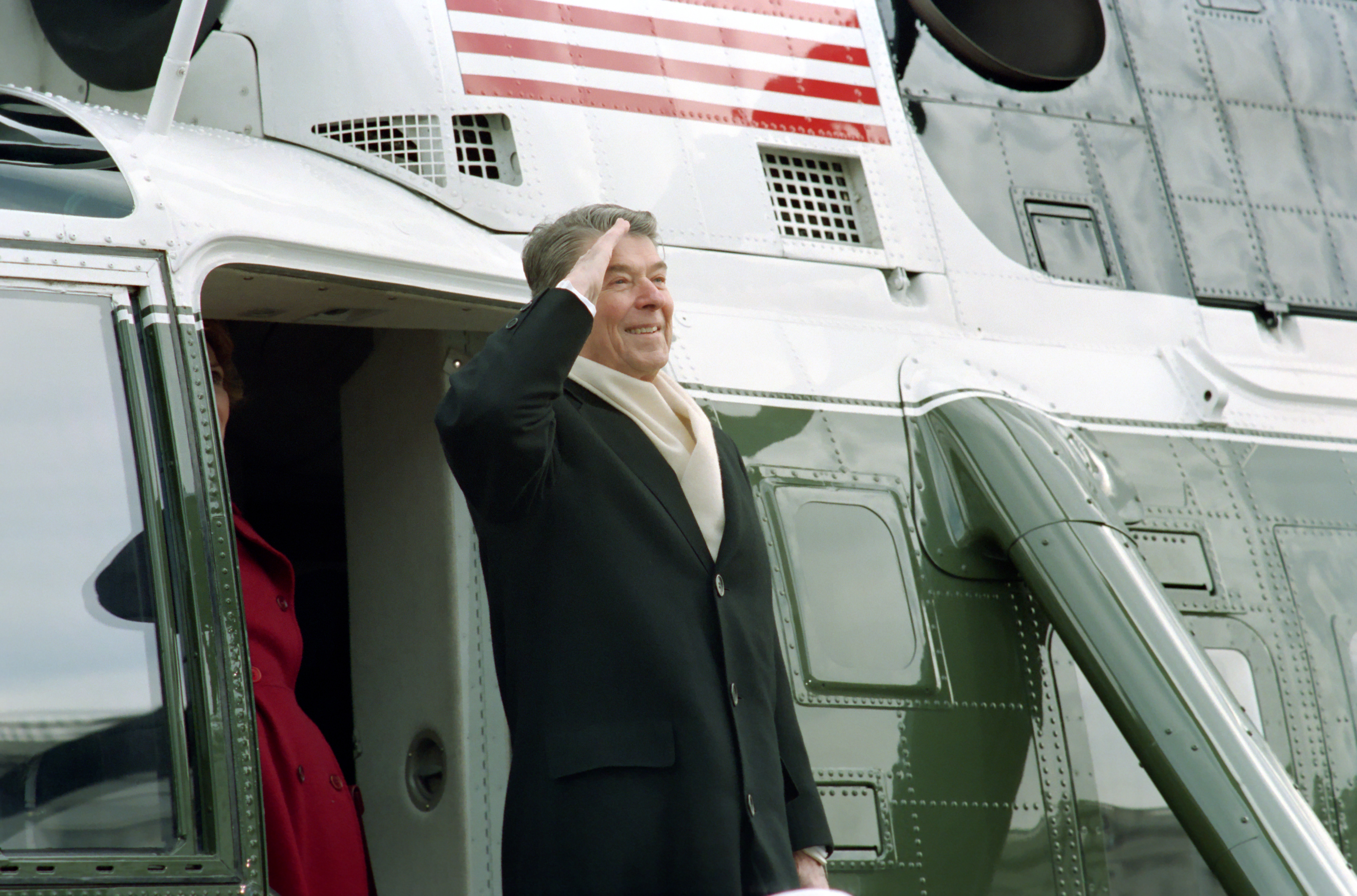
ホワイトハウスを去るレーガン

1989年1月20日、レーガンは高い支持率を保ったまま、同じく共和党選出であるジョージ・H・W・ブッシュにその座を譲りホワイトハウスを後にした。2期8年の任期を全うしたのはドワイト・D・アイゼンハワー以来である。同年訪日して東京ドームでの1989年の日本シリーズ第3戦で始球式を行っている。
なおレーガンは冷戦終息に対する貢献により、イギリスのエリザベス2世女王から大英帝国勲章ナイト・グランド・クロス位 (GBE) を受けナイトの称号を許されたが、「アメリカ合衆国市民は外国から栄典を受けることはあっても名乗らない」の慣例に従い、その名前に「GBE」のポスト・ノミナル・レターズを付けることは一度も無かった。

### アルツハイマー病
レーガンはホワイトハウスを去ってから4年後の1993年、アルツハイマー病と診断された。病は年を追う毎に進行し、人前に出ず、静かでプライベートな環境で余生を送らざるを得なくなった。妻のナンシーは自宅にホワイトハウスの執務室を再現し、レーガンはそこで新聞を読むなどの「執務」を毎日数時間行うことによって症状の進行を食い止めたという。1994年4月に死去したニクソンの葬儀に出席したが、これが公の場に姿を現した最後の日となった。同年11月5日、彼は国民にあてた手紙という形で、アルツハイマー病の病状を公表した。
レーガンの最後のメッセージとなった、『I now begin the journey that will lead me into the sunset of my life.（私は今、私の人生の黄昏に至る旅に出かけます）』という言葉は、多くの人々に深い感銘を与えた。
日本の宮澤喜一元総理は闘病中だったレーガンを訪ねており、その際にレーガンは自宅にあるプールに落ちた木の葉を自らの仕事のようにすくい上げていたという。しかしシークレットサービスがアルツハイマーであったレーガンに気を利かせて木の葉をそっとプールに入れている光景を目にして、全体としては明るい雰囲気ではあったが、宮澤自身は胸が傷んだというエピソードをレーガンの没後に明かしている。
2001年に南カリフォルニアの自宅で転倒した際に腰を骨折してほとんど寝たきりとなってからは、健康状態はさらに不安定になった。
レーガンがアルツハイマー病を実際に発病した時期については諸説あり、在任中には既に患っていたとする説もある。次男のロンは2011年出版の回顧録の中で、1984年の前副大統領ウォルター・モンデールとの討論会において父のロナルドの異変に気がついたと指摘している。一方で大統領在任中の主治医や側近、またロナルド・レーガン大統領財団は在任中には病気の兆候は無かったとしている。しかし、相手のモンデールもその時にロン同様に異変を感じたと述懐。またホワイトハウスのスタッフも、あるボヤ騒ぎの際に煙の充満する部屋の中で全く身動きを取ろうとしなかった姿を目撃し、それを「奇行」と捉えていた。

### 空母「ロナルド・レーガン」

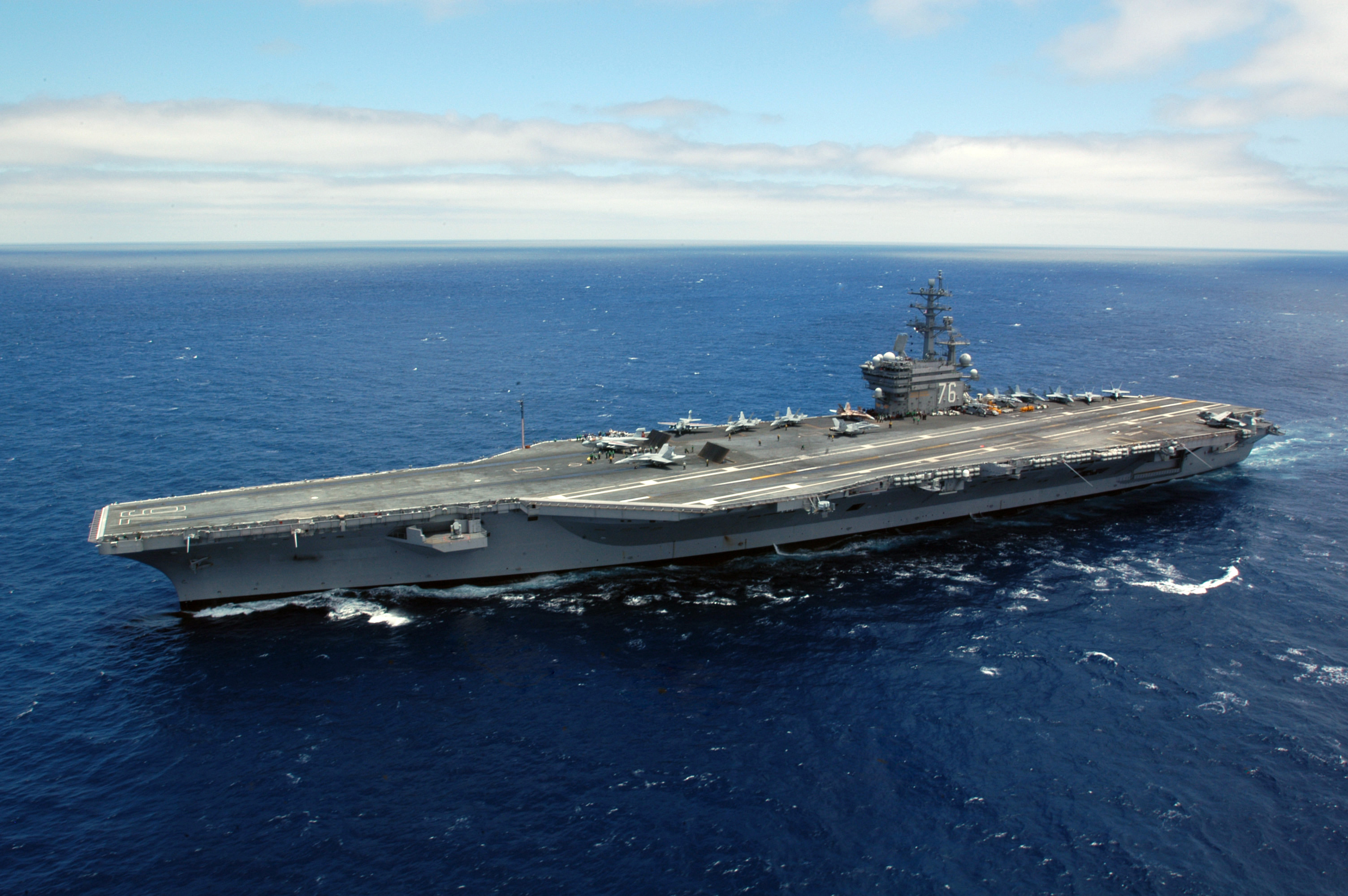
CVN-76

1998年2月6日、ワシントンD.C.のナショナル空港が「ロナルド・レーガン・ワシントン・ナショナル空港」と改名された。さらにニミッツ級航空母艦の9番艦は2001年3月4日に「ロナルド・レーガン（USS Ronald Reagan, CVN-76）」と命名された。2003年7月12日の就役式典には闘病中のレーガン本人に代わり、ナンシー夫人が出席した。

## 死去

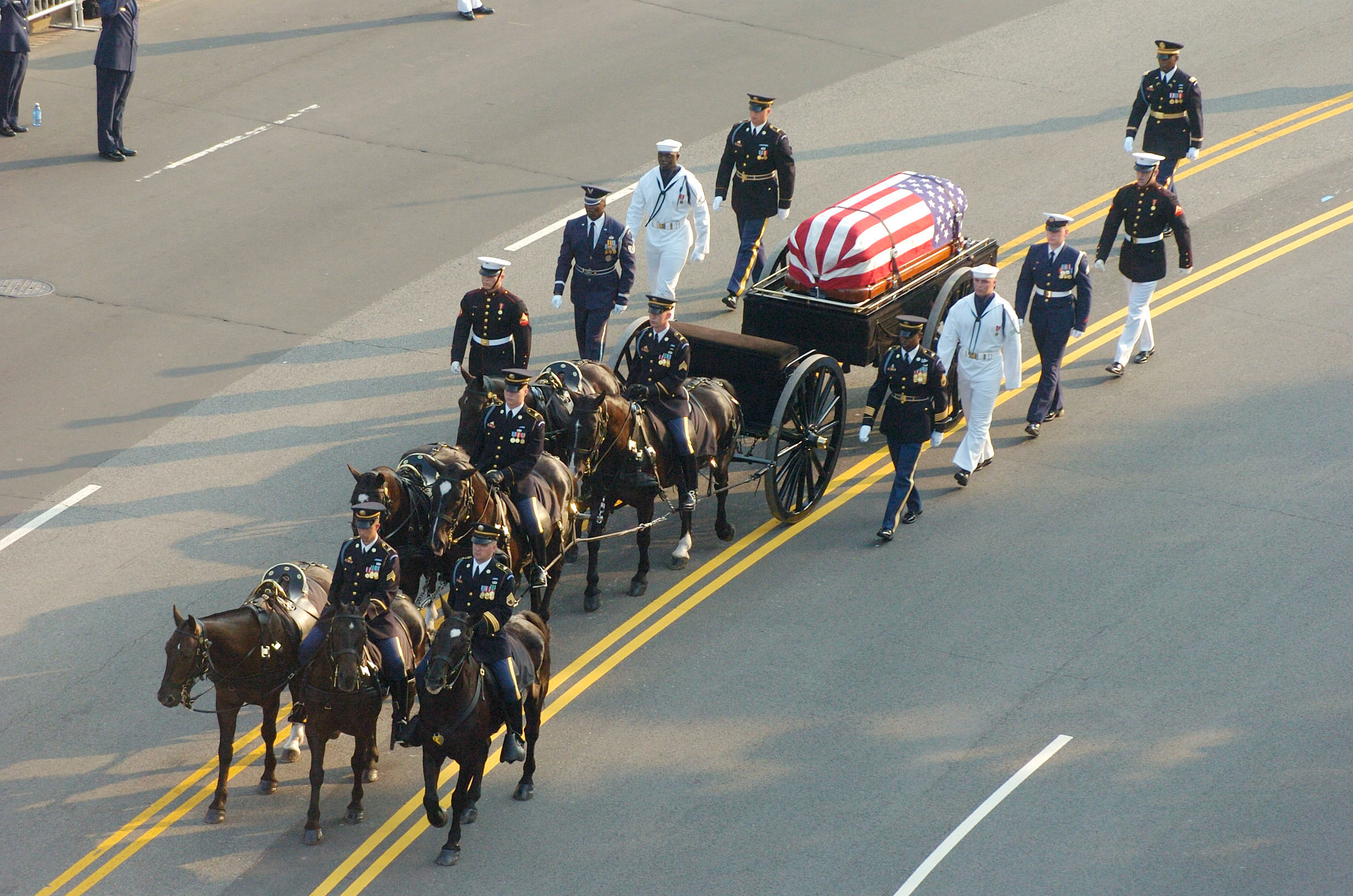
ワシントンD.C.内に運ばれる棺

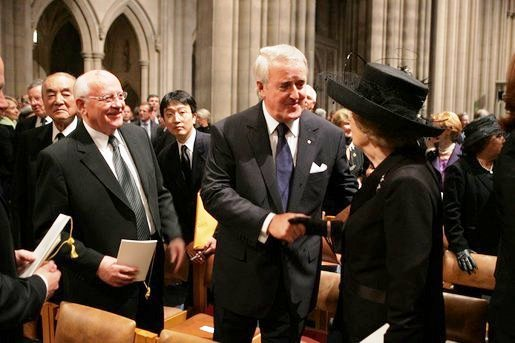
葬儀に参列した中曽根、ゴルバチョフ、マルルーニ、サッチャー（左から）

### 歴代4位の長寿
2004年6月5日の午後1時9分に、かねてから自宅で療養中であったレーガンはロサンゼルス近郊の高級住宅街、ベル・エアー (Bel Air) の自宅で肺炎のため死去した。
レーガンは妻のナンシー及び子供のマイケル、パティ・デイビス及びロンに支えられ闘病生活を続けたが、家族にベッドを囲まれて93歳120日の生涯を閉じた。死去時、歴代アメリカ合衆国大統領の中で最長寿だったが、2024年12月29日に100歳89日で死去したジミー・カーター、2018年11月30日に94歳171日で死去したジョージ・H・W・ブッシュ、2006年12月26日に93歳165日で死去したジェラルド・フォードにつぐ歴代4位の長寿である。

### 葬儀
レーガンの葬儀は1973年のリンドン・ジョンソン以来の国葬として2004年6月11日に行われた。ナショナル大聖堂で行われた国葬では、当時の大統領ジョージ・W・ブッシュ、元大統領ジョージ・H・W・ブッシュ、イギリスの元首相マーガレット・サッチャー、カナダの元首相ブライアン・マルルーニーらが弔辞を述べた。
またレーガンと親交の深かった日本の首相である中曽根康弘や、ソ連の大統領ミハイル・ゴルバチョフら大統領時代に交流のあった現在及び過去の政府トップ多数が世界中から参列し、その光景は各国のテレビや新聞などのマスコミを通じ、全世界で報道された。
葬儀当日の夕方、日没の時刻に地元カリフォルニア州シミバレーにあるロナルド・レーガン大統領図書館の敷地内にある墓所に遺体が安置された。

### 旧共産主義国
2011年にはレーガンの生誕100周年として ハンガリーのブダペスト、ポーランドのワルシャワ、グダニスク、ジョージアのトビリシなどソ連の衛星国だった旧東ヨーロッパ圏の諸都市でも、冷戦をアメリカ合衆国の勝利に導いたことで自由を自国に届けたレーガンを讃える銅像の建立ブームが起きている。2017年にはウクライナとルーマニアも自由への意志を込めて、国内にレーガンの銅像建立を推進しているなど評価されている。

## 逸話

### 「リーガン」から「レーガン」へ
英語における「Reagan」の本来の発音は「リーガン」が近い。レーガン本人もハリウッド俳優時代から1980年の大統領予備選挙の当たりまでは「ロナルド・リーガン」と名乗っていた。しかし共和党から党大統領候補の指名を受けた際に、自分のルーツがアイルランド系であり、アイルランド語では語頭の「Rea」を「リー」ではなく「レイ[rei]」と発音することから、これを機に以後は「ロナルド・レイガン」と名乗ることにすると発表した。選挙中にこのような発表をする大統領候補はかつて無かったため、この件は意外性をもって報じられた。

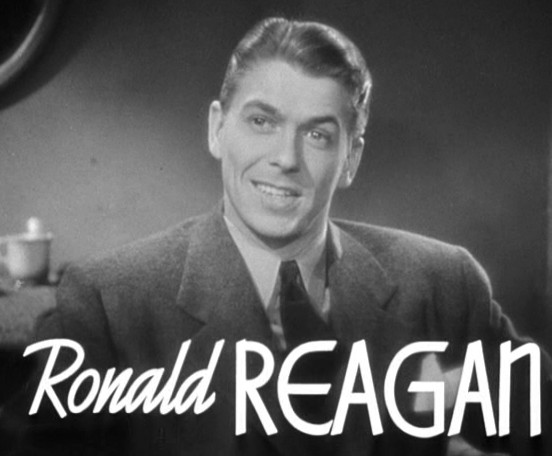
「Ronald Reagan」のキャプション。映画『愛の勝利』（1939年）より。

ただ、多民族国家であるアメリカでは、民族の伝統の継承や自己の歴史に対する誇りに重きを置く。アイルランド系アメリカ人はヨーロッパからアメリカ合衆国へ組織的に移民した古参格で、強い民族意識と横の連帯を武器にアメリカ社会で確固たる地位を築いてきた。その後のヨーロッパからの移民の中には、新天地での暮らしが少しでも容易になるよう、自らの姓を英語風に改める者もいた中で、誇り高いアイルランド系のアメリカ人にはルーツを貫く者が多かった。このような要因から、このレーガンの姿勢は彼に対する好感度の上昇につながった。
もう1つの理由が、レーガン陣営で財政問題の顧問をしていた元メリルリンチ会長のドナルド・リーガン（Donald Regan）の存在であった。リーガンはレーガンの側近ともいえる人物で、レーガンが当選すればリーガンが財務長官に指名されるのは確実視されていた。姓の発音が同じで、しかも名の方も頭の一文字が違うだけである。この二つの名前はいかにも紛らわしいため、アメリカの報道も、こぞってレーガン候補の表明に同調する形で発音を変更し、Reganは従来通りの発音に据え置くことにした。レーガンの名が浸透した今日では、逆に「リーガン」の方が「レーガン」と呼び間違えられることが多いという。
これを受けて、1980年9月以後、日本のメディア報道においても表記がそれまでの「リーガン」から「レーガン」に変更されたが、一部では大統領選を経て就任式を過ぎてからもしばらく両表記が混在していたため、春ごろアメリカ大使館は日本の報道機関に対して、適切な表記に変更するよう要望する書簡を送付した。外国大使館からのこのような要望は前代未聞であり、この件は日本でも話題性のあるニュースとなった。

### ドジャー・スタジアム
1957年にニューヨーク市・ブルックリンからMLBのブルックリン・ドジャースがロサンゼルスに移転し、「ロサンゼルス・ドジャース」として新本拠地球場を建設することになった際には、レーガンが建設賛成派の一員として反対する側を抑える立場に廻り、ドジャー・スタジアムの落成開場に寄与することとなったと言われる。

### バック・トゥ・ザ・フューチャー
レーガンのお気に入りの映画は1985年公開のアメリカ映画『バック・トゥ・ザ・フューチャー』で、ホワイトハウス内の専用上映室で何度も見たという。
この映画にはタイムマシンで30年前の1955年にタイムスリップした主人公のマーティ・マクフライが、そこでこのタイムマシンを作った科学者、若かりしころのエメット・ブラウン博士（ドク）と対面、自分が未来から来たことを告げる。そんなことは全く信じないドクが「1985年におけるアメリカ合衆国大統領は誰だ?」と聞くと、マーティは「ロナルド・レーガン」と答えるが、ドクは（出まかせを言っているものだと判断し）呆れて「ロナルド・レーガン? 俳優の? なら副大統領は誰だ?（コメディアンの）ジェリー・ルイスか?ファーストレディはジェーン・ワイマンで財務長官はジャック・ベニーか？」と、小馬鹿にして笑うシーンがある（その場面の少し前に、出演者として、レーガンの名前がある映画『バッファロー平原(Cattle Queen of Montana)』のポスターが映り込むという伏線がある）。
1986年2月4日の一般教書演説で、レーガンは逆に『バック・トゥ・ザ・フューチャー』の最後に語られる台詞を引用し、
映画『バック・トゥ・ザ・フューチャー』でも言っていたように、我々の行き先には、道路が敷かれている必要はないのです。
英語: As they said in the film "Back to the Future", Where we're going, We don't need roads.—ロナルド・レーガン
という一節を挿入して、アメリカ合衆国議会で喝采を浴びている。
なお、他にも『レッズ』などがお気に入りで、ホワイトハウス内の上映室で鑑賞していた。

### 爆撃は5分後に始まります
レーガンの茶目っ気と洗練されたジョークはアメリカ合衆国を魅了したが、軽口が災いして、ひとつ間違えば外交問題に発展するか、下手をすれば全面核戦争や第三次世界大戦にもなりかねないような状況を作ってしまったこともあった。
1984年8月8日、定例ラジオ演説の本番前のマイクロフォンテストで、常套句 "Testing, testing, one, two, three." （本日は晴天なり・マイクテスト）を言うかわりに、「国民の皆さま、喜ばしいご報告があります。私はただいまソビエト社会主義共和国連邦を永遠に葬り去る法案に署名しました。爆撃は5分後に始まります（My fellow Americans, I am pleased to tell you I just signed legislation which outlaws Russia forever. The bombing begins in five minutes.）」と言った。このメッセージはその時点で放送されなかったが、その後リークされて物議を醸した。ソ連のタス通信は「アメリカ合衆国大統領の比類無き敵対行動に抗議する」「多くの人の運命を預かる核保有国のトップとして適切な発言では無い」と抗議した。

### 銅像
2011年6月29日、東ヨーロッパの民主化に果たしたレーガンの功績を称え、生誕100年に合わせて、ハンガリーのブダペストでレーガン像の除幕が行われた。除幕式にはアメリカのコンドリーザ・ライス前国務長官とハンガリーのオルバーン・ヴィクトル首相らが出席した。レーガン像は高さ2.2メートル。旧ソ連記念碑（旧ソ連が1945年の「ハンガリー解放」を誇示するために建立した記念碑）のそばにある。
2011年7月4日、レーガンの生誕100年を記念してイギリスのロンドンでレーガン像の除幕が行われた。除幕式にはイギリスのウィリアム・ヘイグ外相、アメリカのコンドリーザ・ライス国務長官らが出席。イギリスのマーガレット・サッチャー元首相の祝辞が読み上げられた。　

## 俳優としての主な出演作品
- 聖林ホテル Hollywood Hotel （1937年） クレジットなし
- 犯罪博士 The Amazing Dr. Clitterhouse （1938年） 声のみ、クレジットなし
- 愛の勝利 Dark Victory （1939年）
- カンサス騎兵隊 Santa Fe Trail （1940年）
- 荒野の掠奪 The Bad Man （1941年）
- なぐり込み戦闘機隊 International Squadron （1941年）
- 嵐の青春 Kings Row （1942年）
- 戦場を駈ける男 Desperate Journey （1942年）
- ロナルド・レーガンの陸軍中尉 This Is the Army （1943年）
- スタリオン街道 Stallion Road （1947年）
- 恋の乱戦 John Loves Mary （1949年）
- 暗闇の秘密 Night Unto Night （1949年）
- 真夏の曲線美 The Girl from Jones Beach （1949年）
- 命ある限り The Hasty Heart （1949年）
- 目撃者 Storm Warning （1951年）
- 最後の砦 The Last Outpost （1951年）
- 楽園の死闘 Hong Kong （1952年）
- 楽園の決闘 Tropic Zone （1953年）
- 決闘の町 Law and Order （1953年）
- フォード・テレビジョン・シアター The Ford Television Theatre （1953年 - 1954年） テレビドラマ
- バファロウ平原 Cattle Queen of Montana （1954年）
- ジェネラル・エレクトリック・シアター General Electric Theater （1954年 - 1962年） テレビドラマ
- 対決の一瞬 Tennessee's Partner （1955年）
- 勝利への潜航 Hellcats of the Navy （1957年）
- 殺人者たち The Killers （1964年）
- デス・バレー・デイズ Death Valley Days テレビドラマ、レーガンの出演期間は1964年 - 1966年